# Arquitectura del Barroco

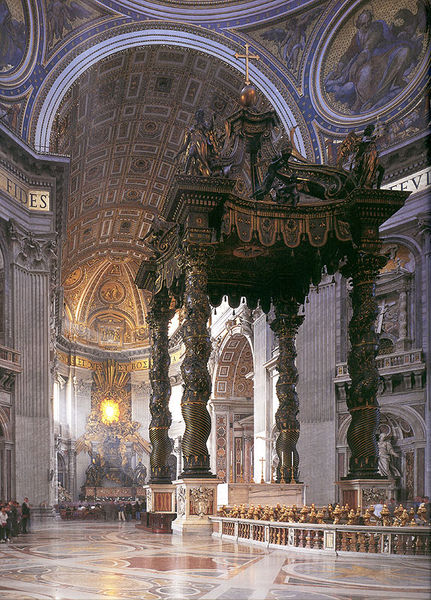
Baldaquino de Bernini en San Pedro del Vaticano, Roma (1623-1634)

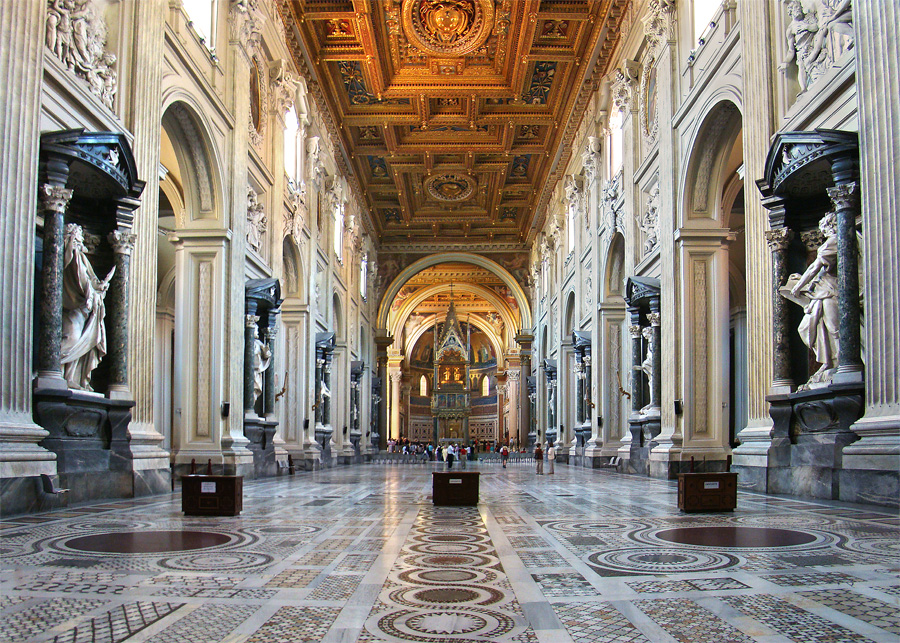
Nave central de San Giovanni in Laterano (1646-1650), de Francesco Borromini

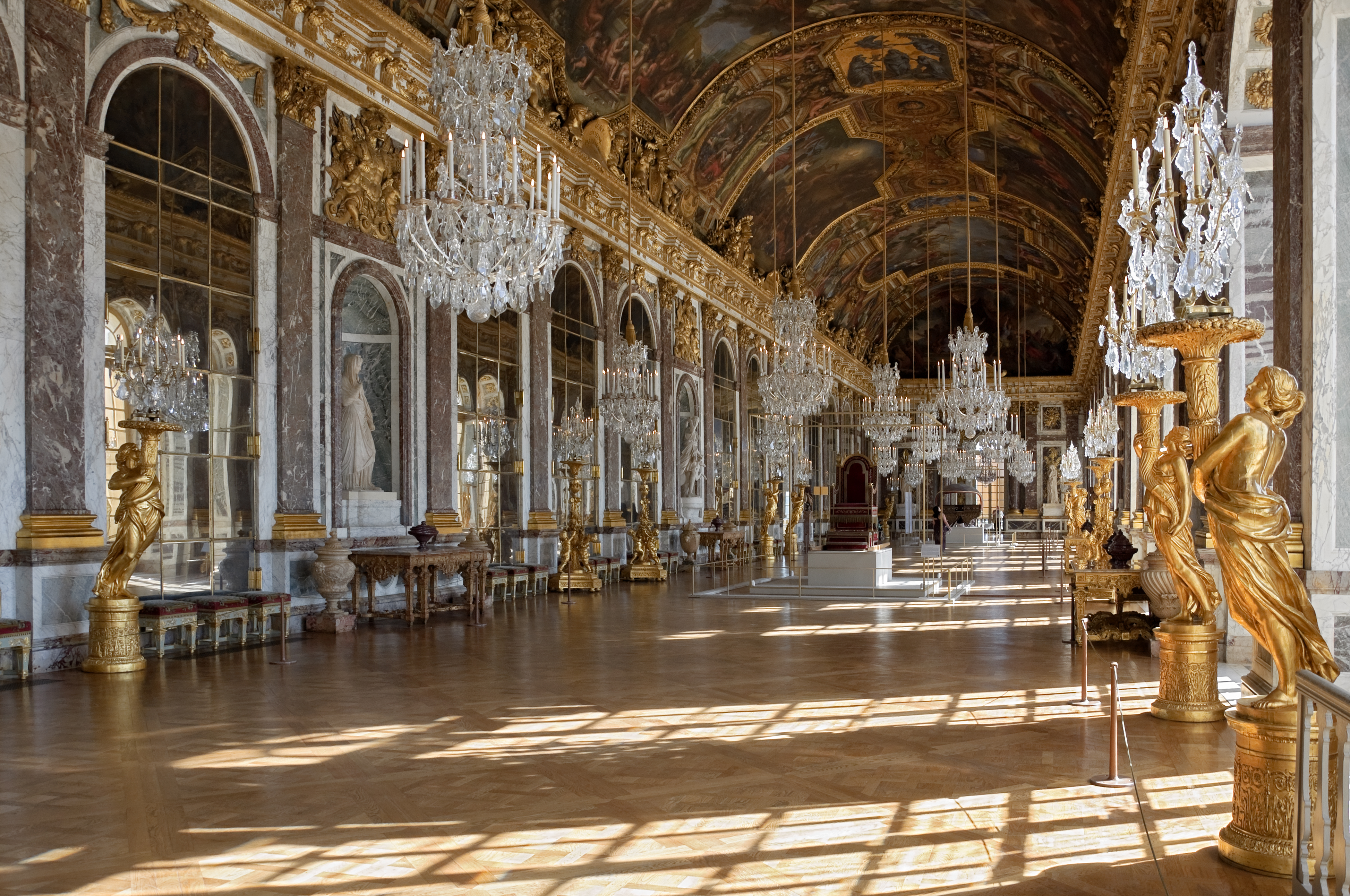
Galería de los Espejos (1678-1684) del palacio de Versalles, destaca la infinidad espacial como resultado de la combinación de elementos plásticos y diferentes volumetrías

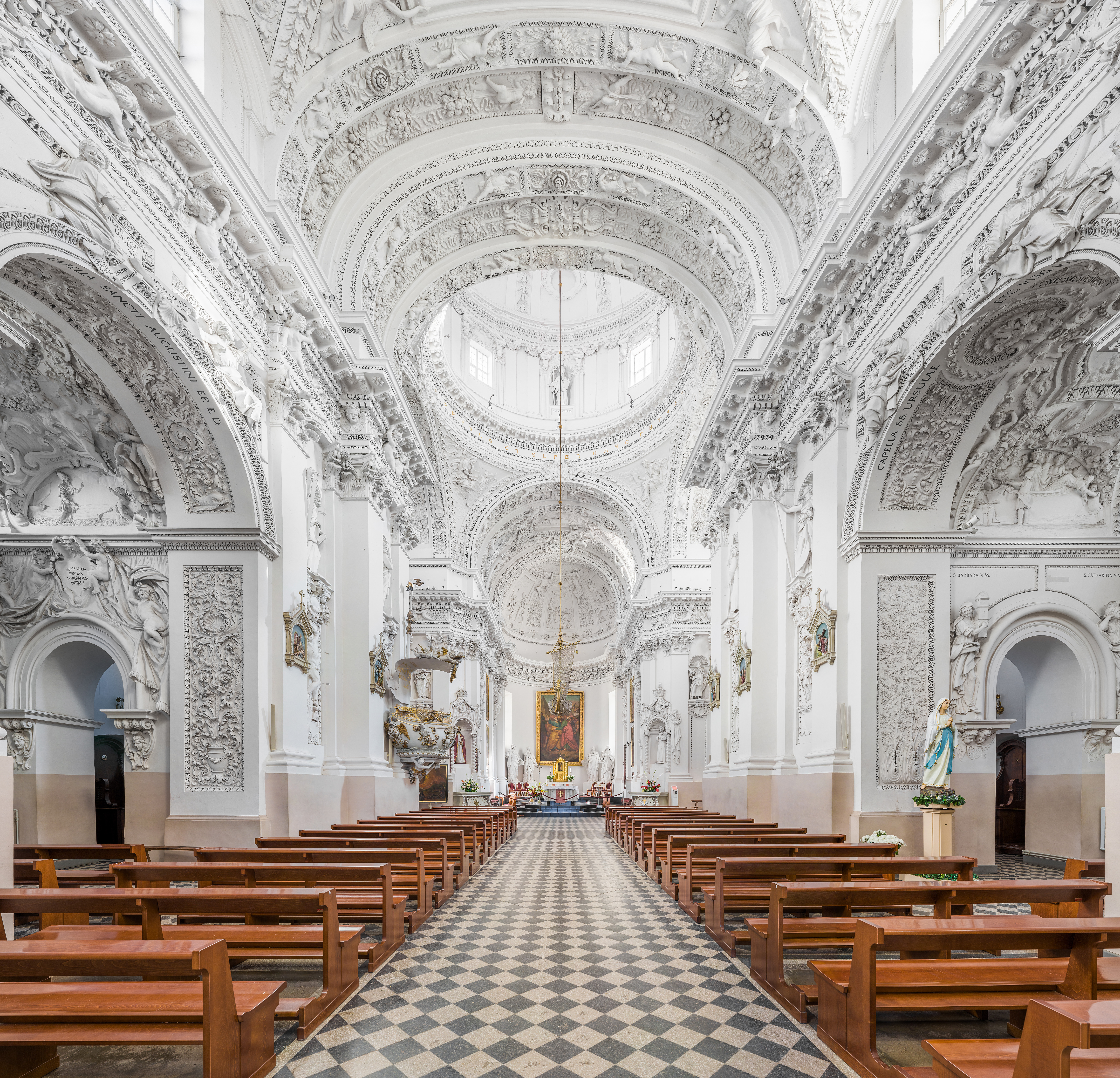
Interior de la iglesia de San Pedro y San Pablo de Vilnius (1668-1701), obra de Jan Zaor y Giambattista Frediani, ejemplo del barroco de Vilna

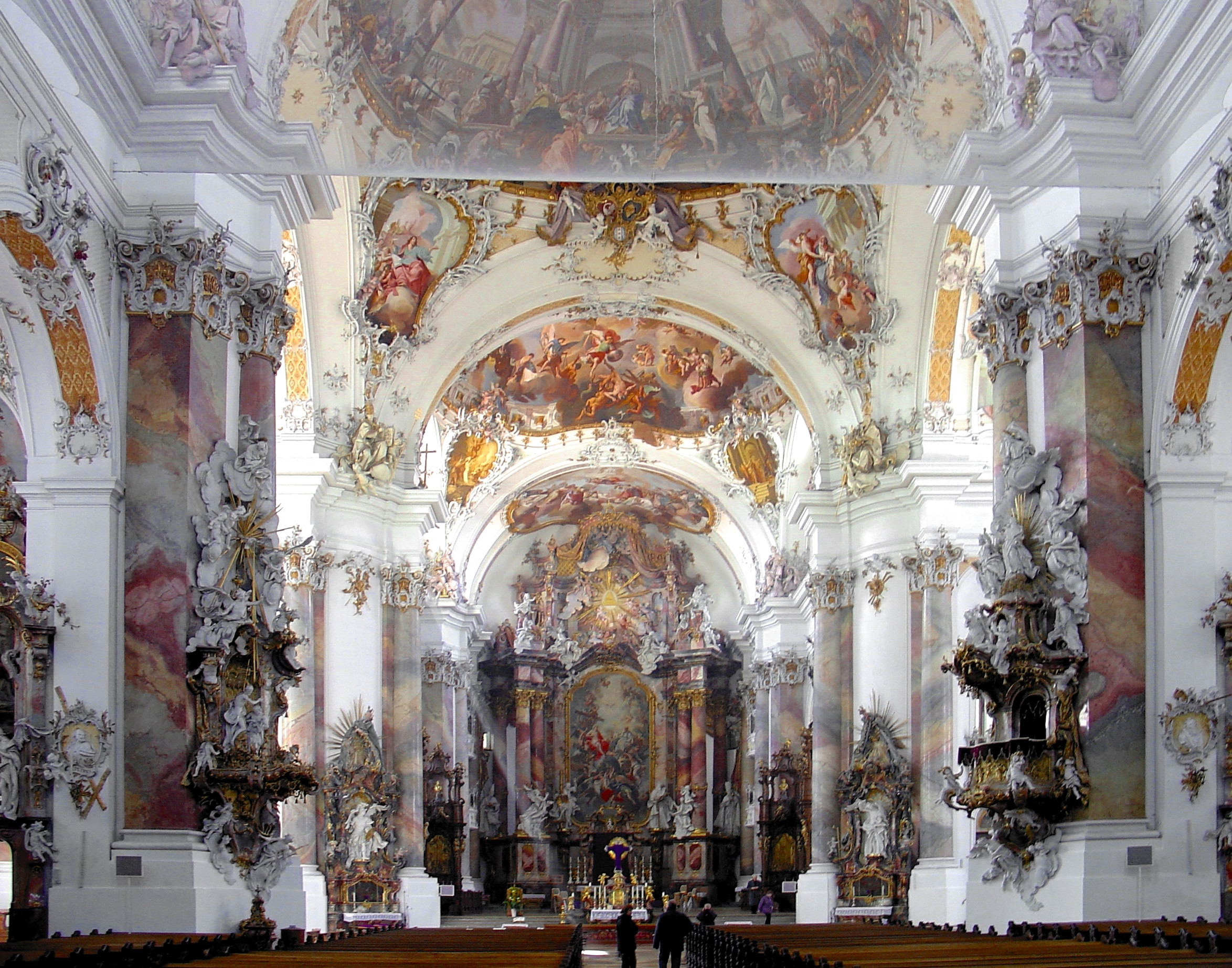
Iglesia abacial de Ottobeuren (1737-1766), ejemplo de iglesia con «mur pilier», una invención del barroco jesuita alemán.

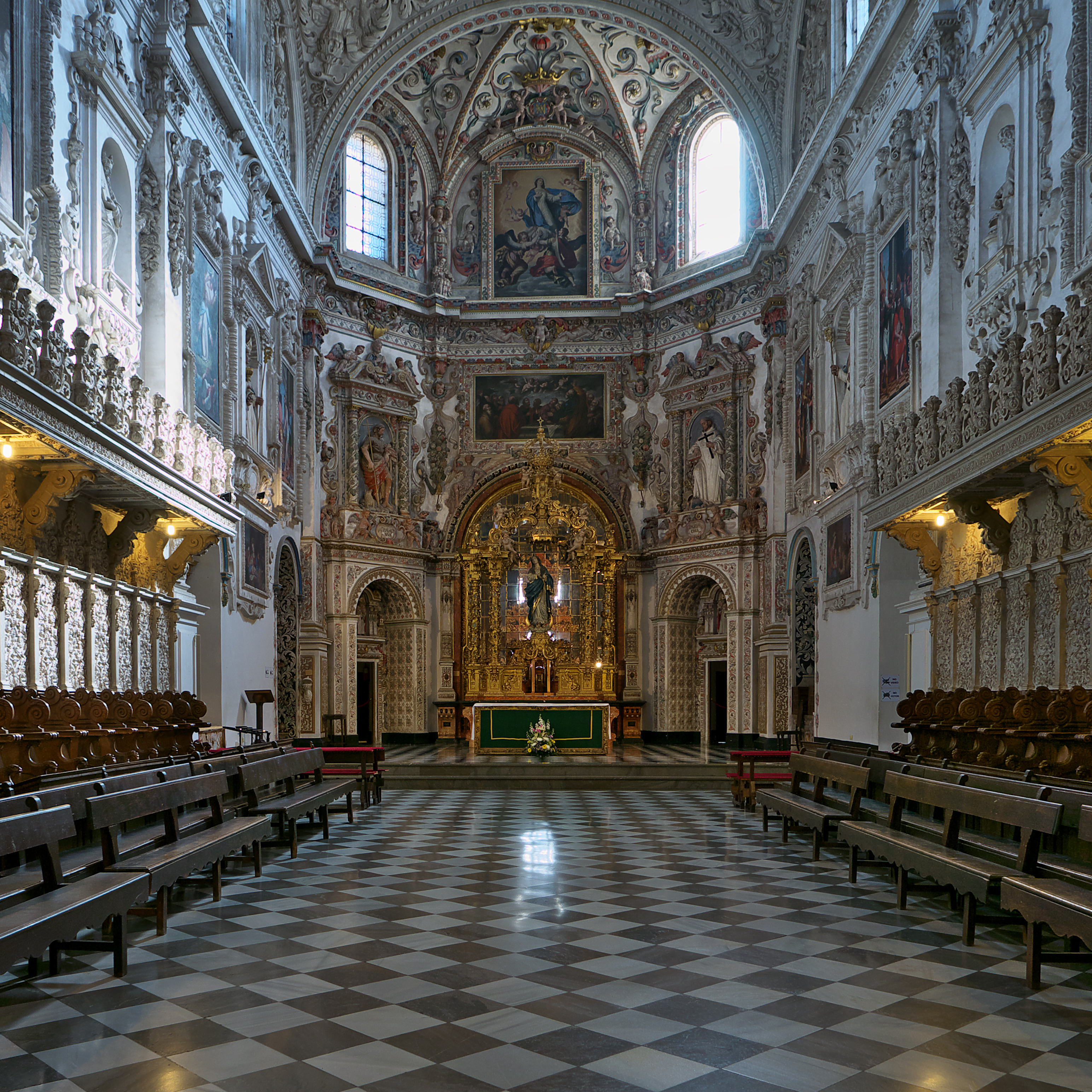
Sacristia de la Cartuja_de_Granada (1727-1764)

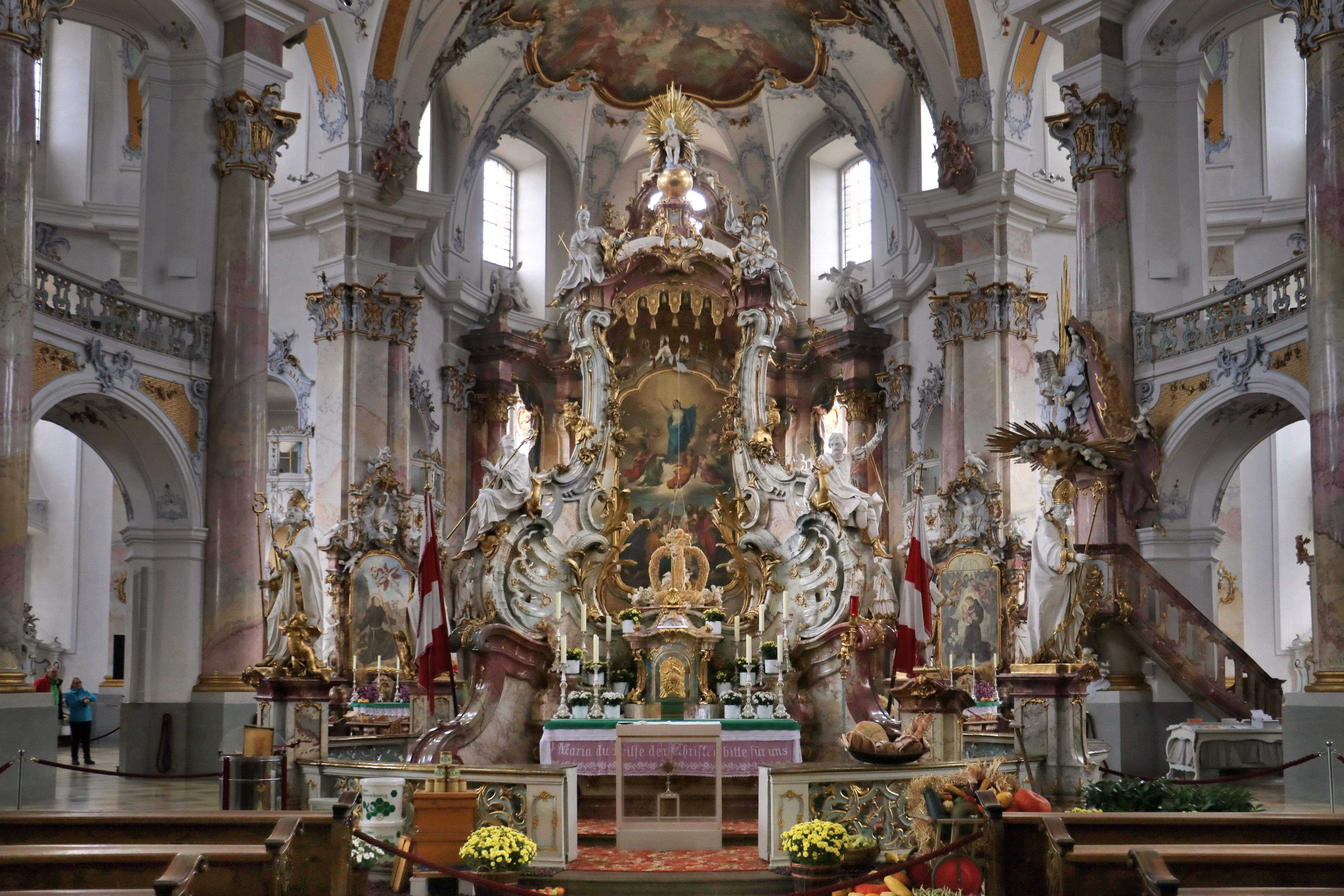
Basílica de Vierzehnheiligen de Balthasar Neumann (1743-1772), obra ya plenamente rococó

La arquitectura barroca apareció en la península itálica, en lo que hoy es Italia, en una época en que las ciudades-estado gradualmente habían ido perdiendo su independencia y estaban bajo la dominación extranjera, primero de España (1559-1713) y después de Austria (1713-1796). Se inició en Roma a principios del siglo XVII, se difundió primero por las ciudades italianas y, luego llegó al resto de Europa y América y ejerció su influencia en todo el mundo católico. Precedido por el Renacimiento y el manierismo, se desarrolló a lo largo de todo el siglo XVII, durante el período del absolutismo, y fue sucedido por el rococó y el neoclasicismo.
El barroco es liberación espacial, es liberación mental de las normas de los tratadistas, de las convenciones, de la geometría elemental y de todo lo estático; es también liberación de la simetría y de la antítesis entre espacio interno y espacio externo. Por esta voluntad de liberación, el barroco alcanza un significado psicológico que trasciende hasta la arquitectura de los siglos XVI y XVII, logrando un estado de ánimo de libertad, una actitud creadora liberada de prejuicios intelectuales y formales (Zevi, 1993, p. 93).
El término barroco, originalmente despectivo, indicaba la falta de regularidad y orden, que los defensores del neoclasicismo, influenciados por el racionalismo de la Ilustración, consideraban una indicación de mal gusto. De hecho, las características fundamentales de la arquitectura barroca, altamente decorativa y teatral, fueron las líneas curvas, con patrones sinuosos, como elipses, espirales o curvas con una construcción policéntrica, a veces con motivos que se entrelazan entre sí, para ser casi indescifrables. Todo tenía que despertar asombro y el fuerte sentido de la teatralidad empujaba a los artistas a la exuberancia decorativa, combinando pintura, escultura y estuco en la composición espacial y subrayando todo a través de sugestivos juegos de luces y sombras.

## Influencia de Miguel Ángel en el Barroco
Muchas de las características distintivas del Barroco, como el dinamismo, la teatralidad y la interacción con el espectador, pueden pueden verse en las innovaciones creadas por Miguel Ángel. Su enfoque en romper con las normas clásicas del Renacimiento, al utilizar formas más innovadoras y diseños más dinámicos, Miguel Ángel inspiró a los arquitectos barrocos a construir edificios que no solo fueran funcionales, sino también impresionantes. Miguel Ángel introdujo un enfoque innovador de dinamismo y una libertad creativa en su arquitectura, alejándose de la estricta simetría y proporciones del Renacimiento. Este cambio se refleja en la disposición de las formas arquitectónicas y la interacción con el espectador, elementos que influenciaron el barroco.
Por ejemplo en el Palacio de los Conservadores se ve como rompe con lo clásico, generando más dinamismo y un impacto visual a través de su monumentalidad que influenciaron en arquitectos barrocos. Y su forma de combinar elementos clásicos con sus ideas innovadoras le dieron lugar a la teatralidad y la interacción con el espectador.
Dándole así lugar al barroco que se desarrolló después de Miguel Ángel, tomando estas ideas desarrollando un estilo que enfatizaba el dramatismo, la opulencia y el movimiento, siendo así Miguel Ángel uno de los que contribuyó para sentar las bases del estilo barroco.                     
El estilo barroco se considera generalmente consustancial con la Contrarreforma, aunque luego también fue adoptado por las élites de los países protestantes del norte de Europa y por los del mundo eslavo ortodoxo. Su nacimiento en Roma a partir del Manierismo es coincidente con el de la compañía de Jesús —fundada en 1537 para fortalecer la influencia católica perdida y evangelizar el Nuevo Mundo— y con la del Concilio de Trento (1545-1563), que reformó los excesos más patentes de la Iglesia católica, cuya reputación se veía empañada por el patrocinio sistemático y por el escándalo de las indulgencias. Coincidió con el establecimiento de nuevas órdenes religiosas —barnabitas, jesuitas, oratorianos, teatinos— que demandaban nuevas iglesias, de un nuevo que inspirasen sorpresa y asombro, lugares para la propaganda de la fe católica en los que se perseguía la belleza con unas decoraciones cada vez más expansivas.
Los arquitectos barrocos tomaron los elementos básicos de la arquitectura renacentista, incluidas las cúpulas y las columnatas, y los hicieron más altos, más grandiosos, más decorados y más teatrales. Los efectos interiores a menudo se lograron con el uso de la Quadratura, o pintura trompe-l'oeil, combinada con la escultura; el ojo era dirigido hacia arriba, dando la ilusión de que se está mirando al cielo. Grupos de ángeles esculpidos y figuras pintadas se amontonan en el techo. La luz también se usó para lograr un efecto escénico; fluía desde las cúpulas y se reflejaba en una abundancia de dorados. Las columnas retorcidas también se usaron a menudo para dar una ilusión de movimiento hacia arriba, y los cartouches y otros elementos decorativos ocupaban cada espacio disponible. En los palacios barrocos, las grandes escaleras se convirtieron en un elemento central.
En su fase inicial, el Barroco temprano (1584-1625), estuvo dominado en gran medida por el trabajo de los arquitectos romanos. A veces se menciona una obra de Giacomo della Porta, la reforma de la fachada (1575-1584) de la Iglesia del Gesù  —iglesia de Jacopo Vignola que fue la mayor y primera iglesia completamente nueva después del Saco de Roma—, como  «la primera verdaderamente barroca» aunque en otras ocasiones se considera como punto final del manierismo. Los primeros ejemplos en los que este estilo es plenamente reconocible, son algunas obras de Carlo Maderno —fachada de Santa Susanna (1585-1603), fachada y nave de San Pedro del Vaticano (1603-1626)— o la basílica de Sant'Andrea della Valle (1608-1625) de Giacomo della Porta , en los que destaca el intento de reforzar el eje central de las fachadas mediante el uso gradual de pilastras, semicolumnas y columnas.
En Francia e Inglaterra, y en otras regiones de la Europa septentrional, se produjo un movimiento más racionalista derivado directamente del Renacimiento que se denominó clasicismo barroco. El Palacio de Luxemburgo (1615-1645), construido por Salomon de Brosse  para María de Médicis, fue un ejemplo francés temprano de este estilo.

Arquitectura barroca temprana
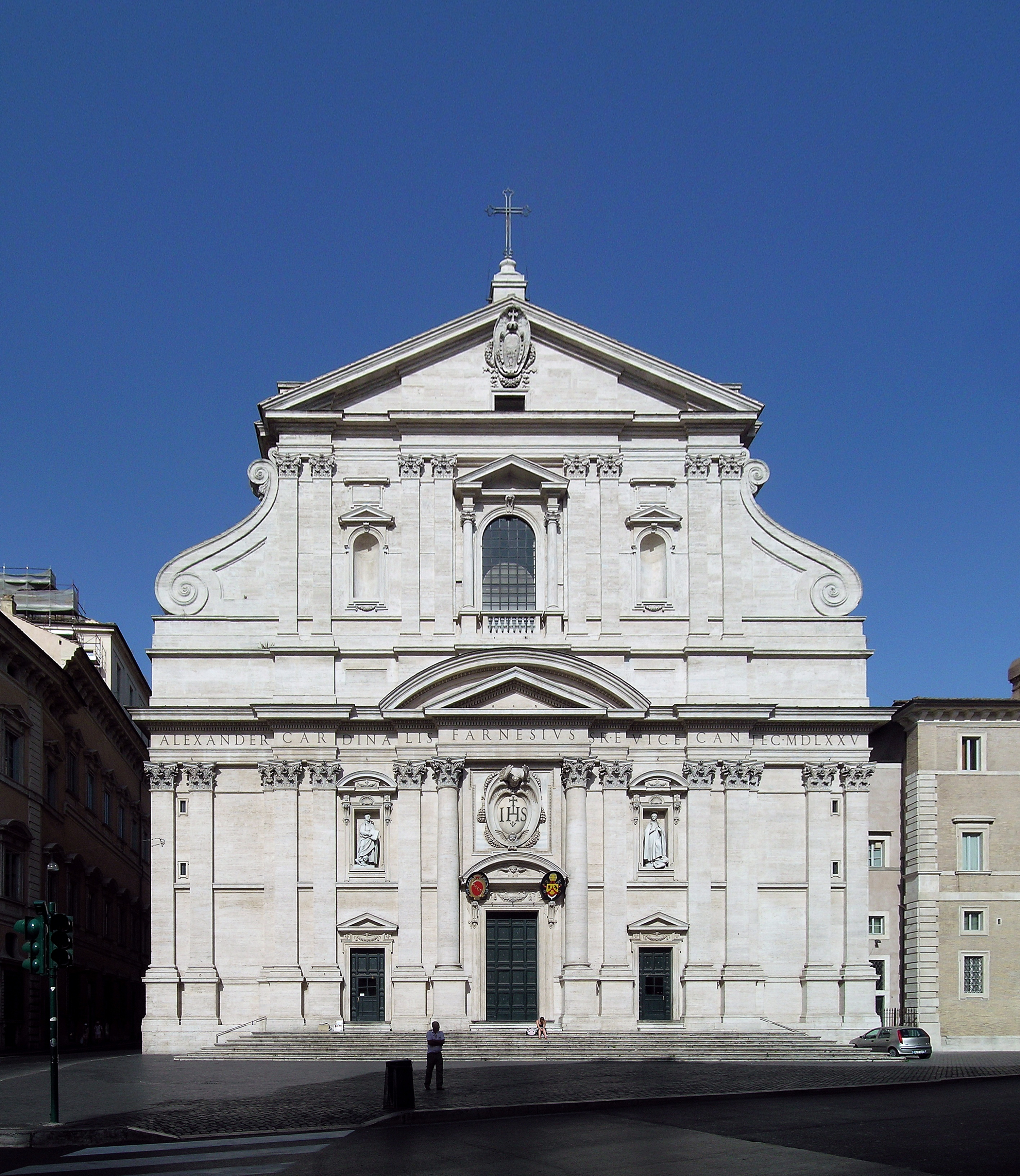
Fachada de Il Gesù, considerada la primera iglesia con elementos del Barroco. (consagrada en 1584)
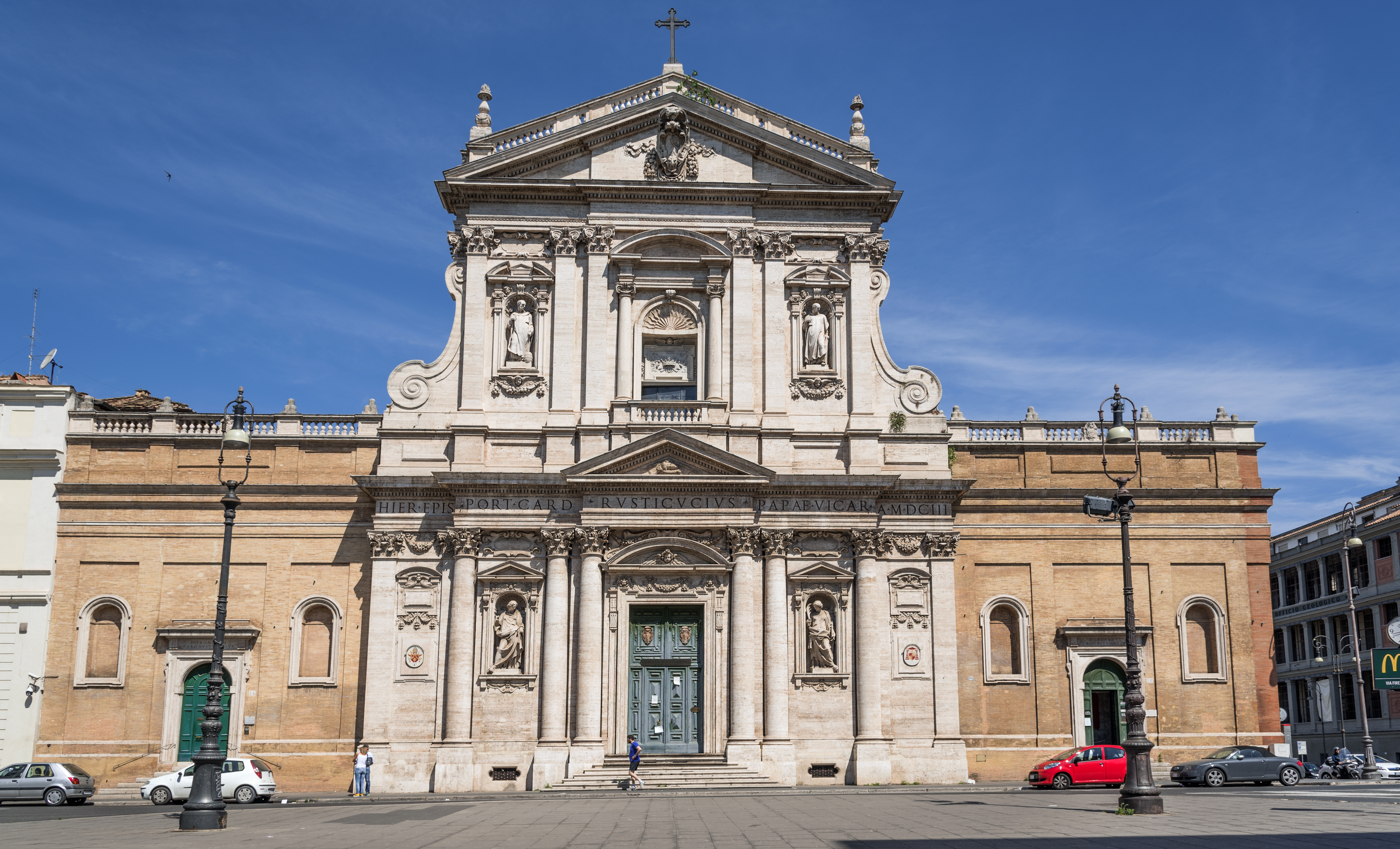
Fachada de la iglesia de Santa Susana (1585-1603), Roma, obra de Carlo Maderno
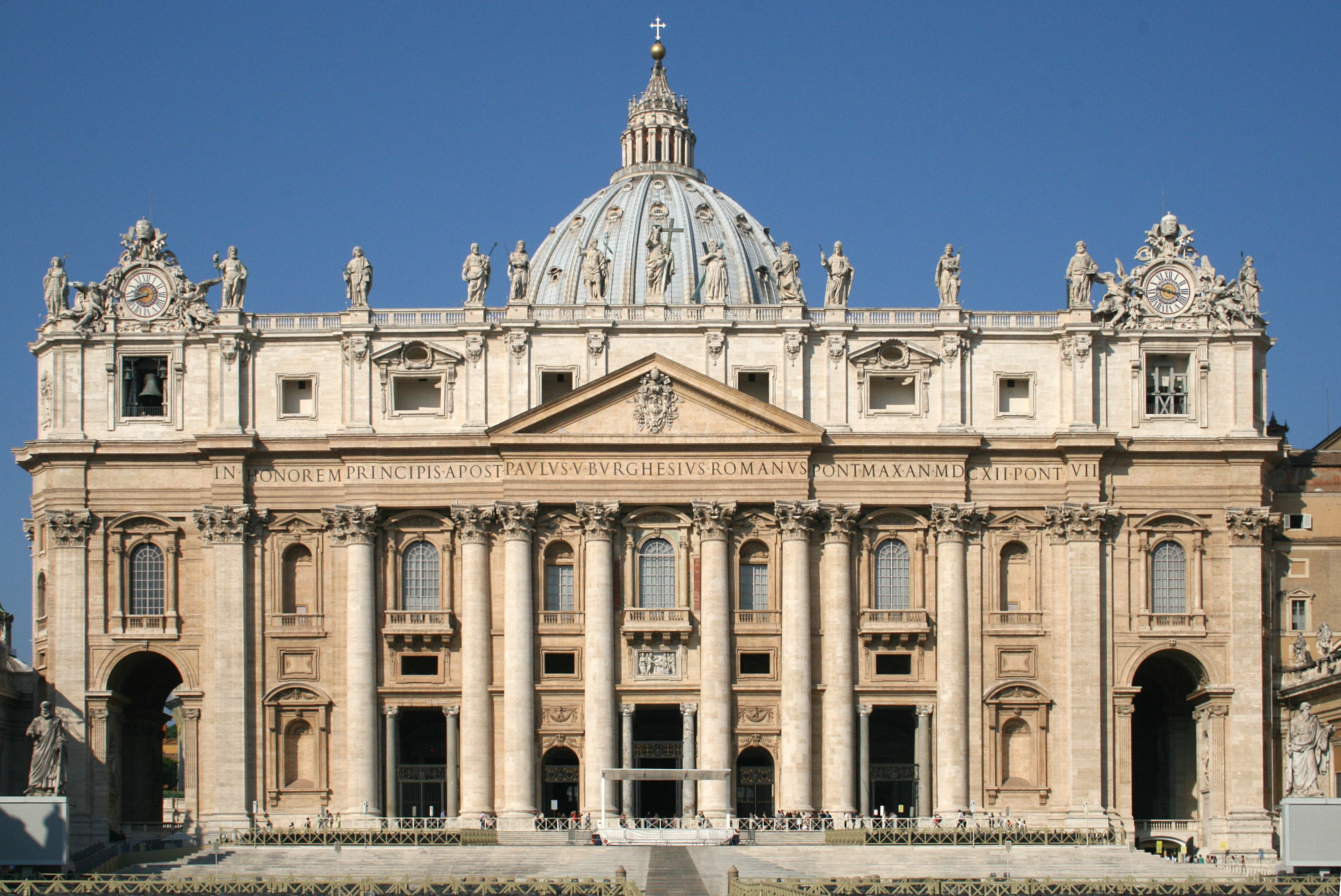
Fachada de San Pedro del Vaticano (1603-1626), de Carlo Maderno
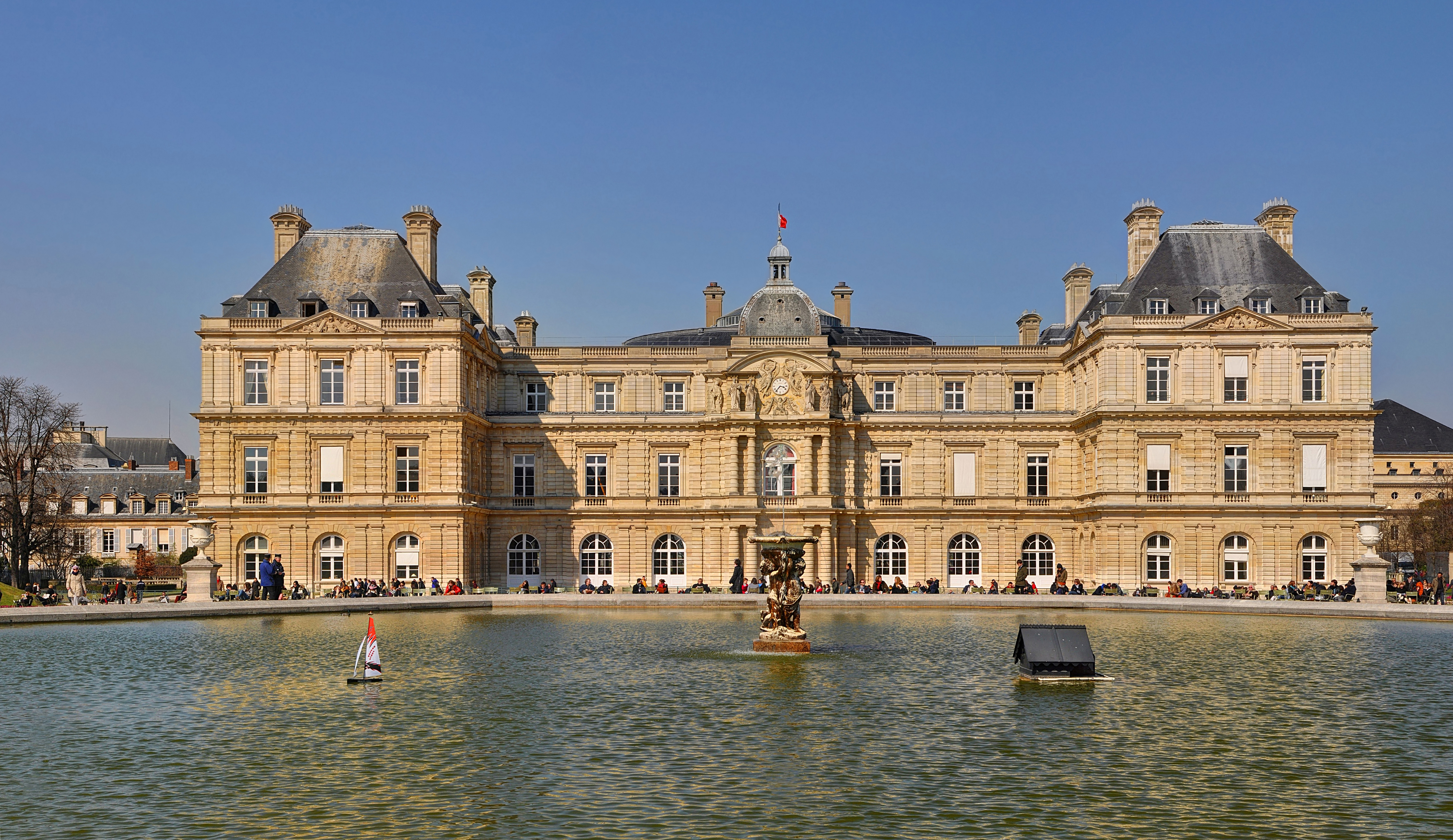
Fachada del palacio de Luxemburgo (1615-1624), obra de Salomon de Brosse

El estilo alcanzó su apogeo en el Alto Barroco (1625-1675), cuando Gian Lorenzo Bernini —cuya influencia en la vida artística de la época se ha llegado a calificar de dictadura —, Francesco Borromini y Pietro da Cortona contribuyeron a desarrollar aún más el lenguaje barroco, ya no solo en la aplicación de elementos decorativos, sino en la misma concepción del espacio basándose en la elaboración de nuevas formas como elipses, espirales y curvas policéntricas. La mayoría de sus contribuciones están relacionadas con edificios religiosos:  columnata de la plaza de San Pedro (1656-1657) e iglesias de Sant'Andrea al Quirinale (1658-1670) y de la Asunción, en Ariccia, de Bernini; Sant'Agnese en Agone, San Carlo alle Quattro Fontane (1634-1646), Sant'Ivo alla Sapienza (1643-1662) y nave central de San Giovanni in Laterano (1646-1650), de Borromini; San Lucas y Santa Martina (1634-1650), Santa Maria della Pace (1656-1667) y fachada de Santa Maria en Via Lata, de Cortona. Aunque no faltaron fábricas civiles (como el palacio Barberini con sus fastuosos interiores (proyecto en el que intervinieron Cortona, Bernini y Borromini), el palacio Montecitorio, de Bernini y Carlo Fontana, el palacio Chigi-Odescalchi, también de Bernini, y el palacio de Propaganda Fide y la galería en perspectiva del palacio Spada, de Borromini). Después de Bernini y Borromini, Carlo Fontana fue el arquitecto más influyente de Roma (fachada cóncava de San Marcello al Corso).
En Venecia, una de las obras más destacadas del Alto Barroco fue Santa Maria della Salute  de Baldassare Longhena. Ejemplos destacables en Francia son el Pavillon de l'Horloge (1624-1645)  del palacio del Louvre y la Capilla de la Sorbona (1626-1635) , ambas obras de Jacques Lemercier, y el Château de Maisons-Laffitte de François Mansart (1630-1651). En esta etapa, el estilo se utilizó también de forma generalizada en iglesias y palacios de España, Portugal, Baviera, Austria y Bohemia.

Arquitectura Alto barroca
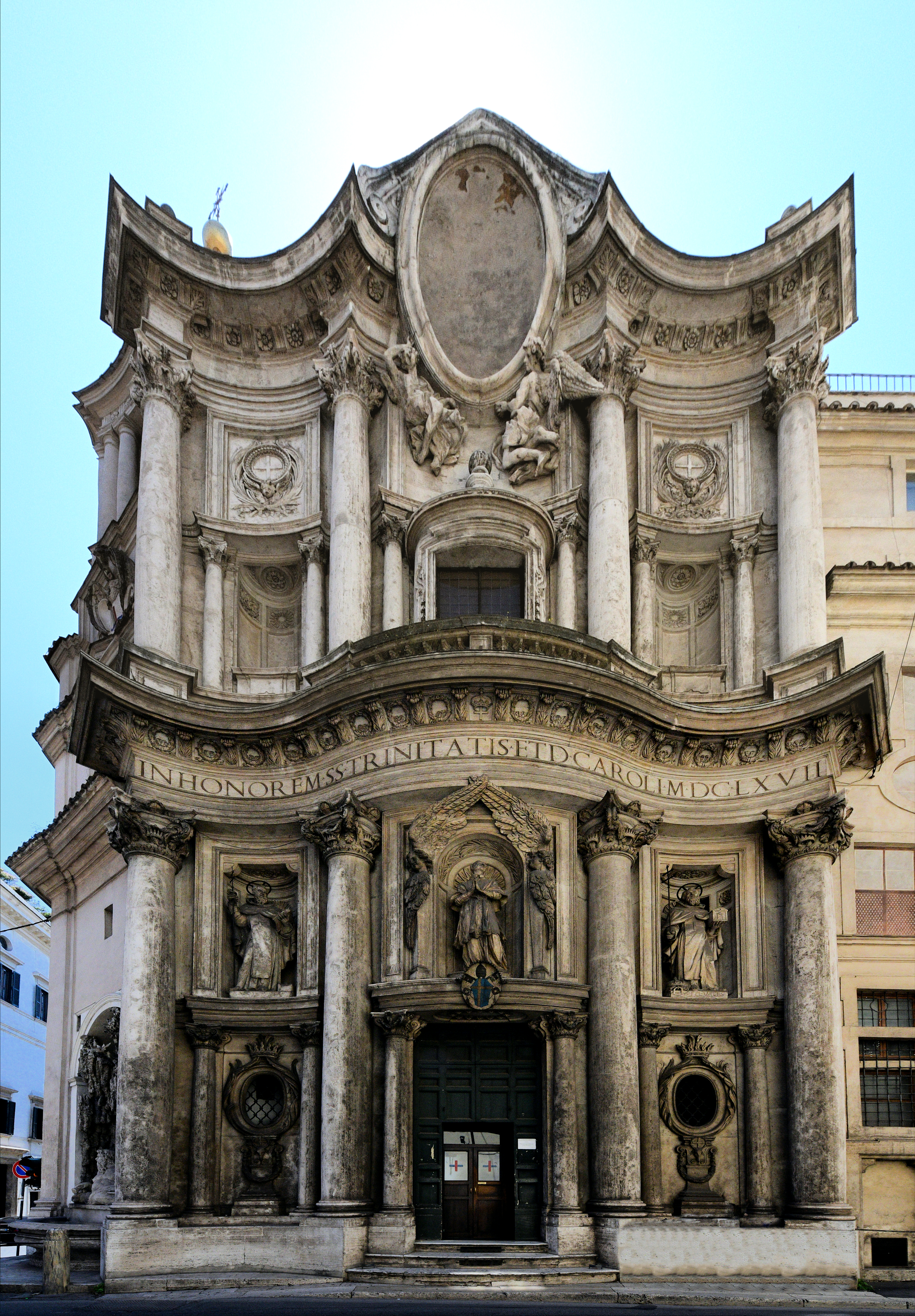
San Carlo alle Quattro Fontane (1638-1641), de Francesco Borromini, Roma.
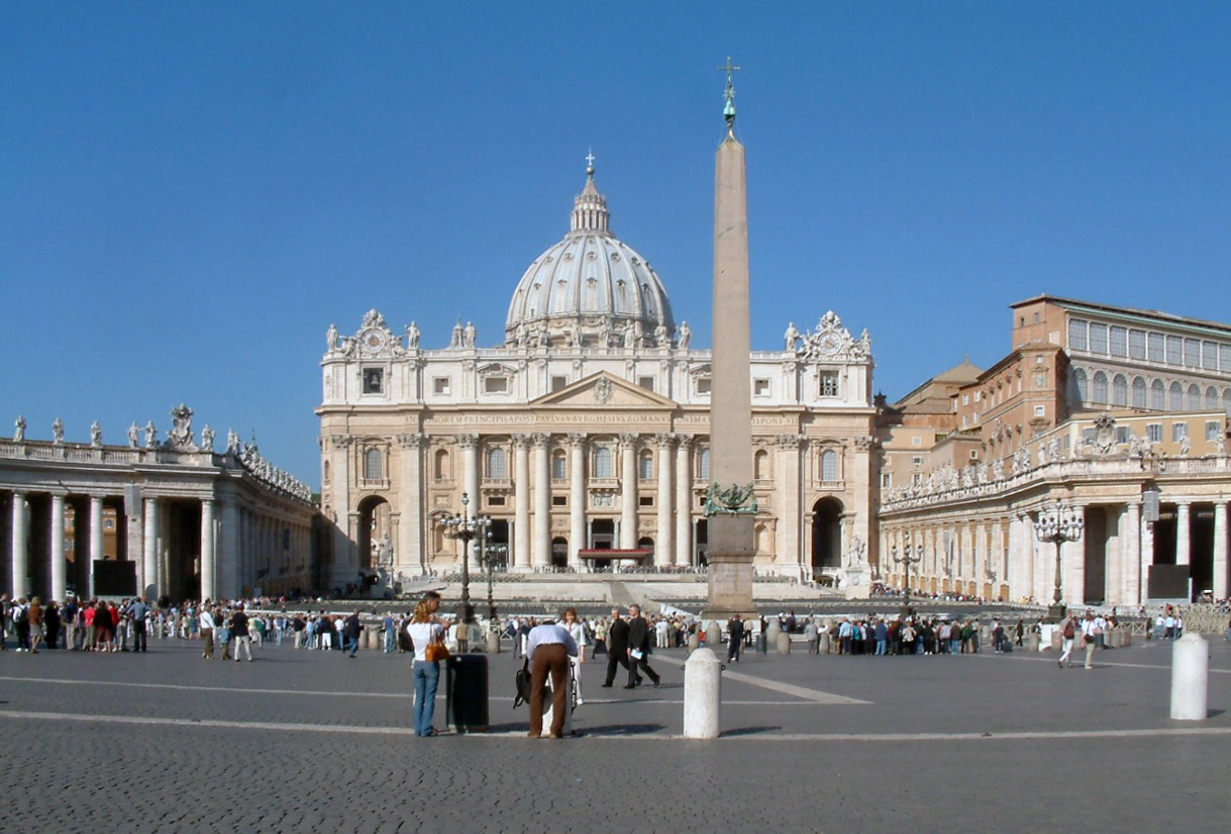
Plaza de San Pedro de Roma, donde, bajo la cúpula renacentista de Miguel Ángel, destacan los elementos barrocos: la fachada  (1607-1626) de Maderno y la columnata de Bernini
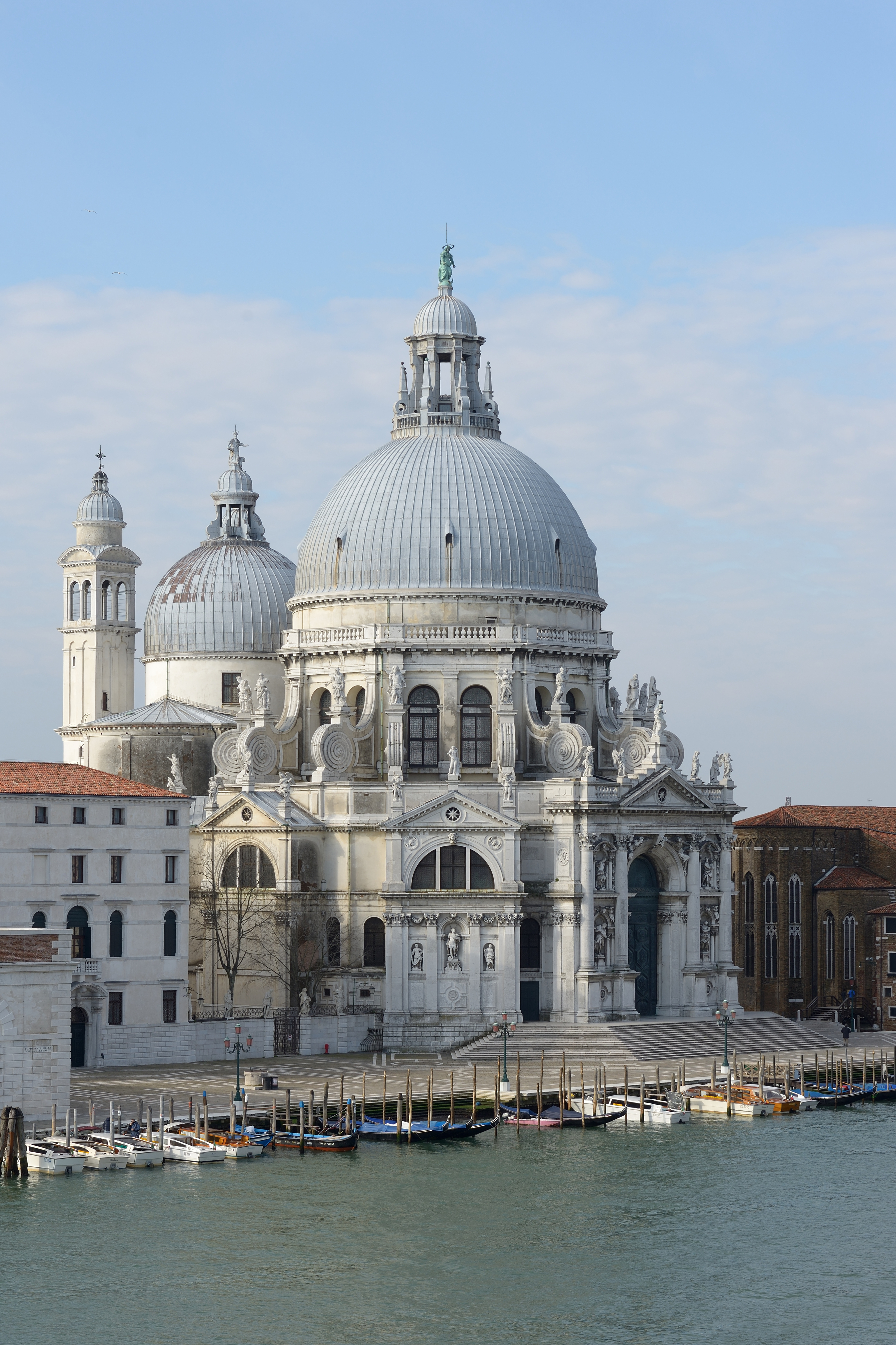
Santa Maria della Salute (1631-1687), Venecia, obra de Baldassarre Longhena
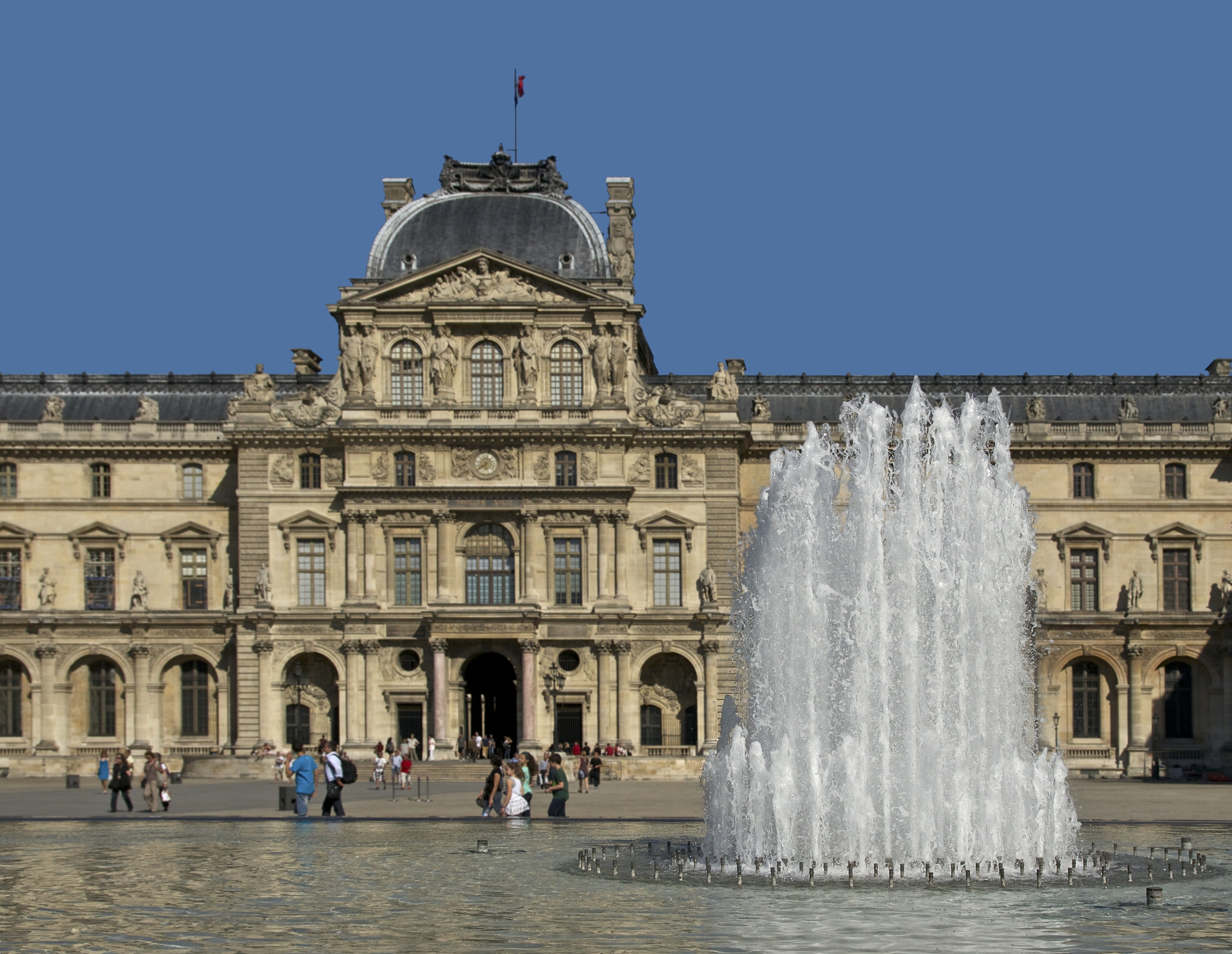
Pavillon de l’Horloge (1624-1645) del palacio del Louvre, de Jacques Lemercier
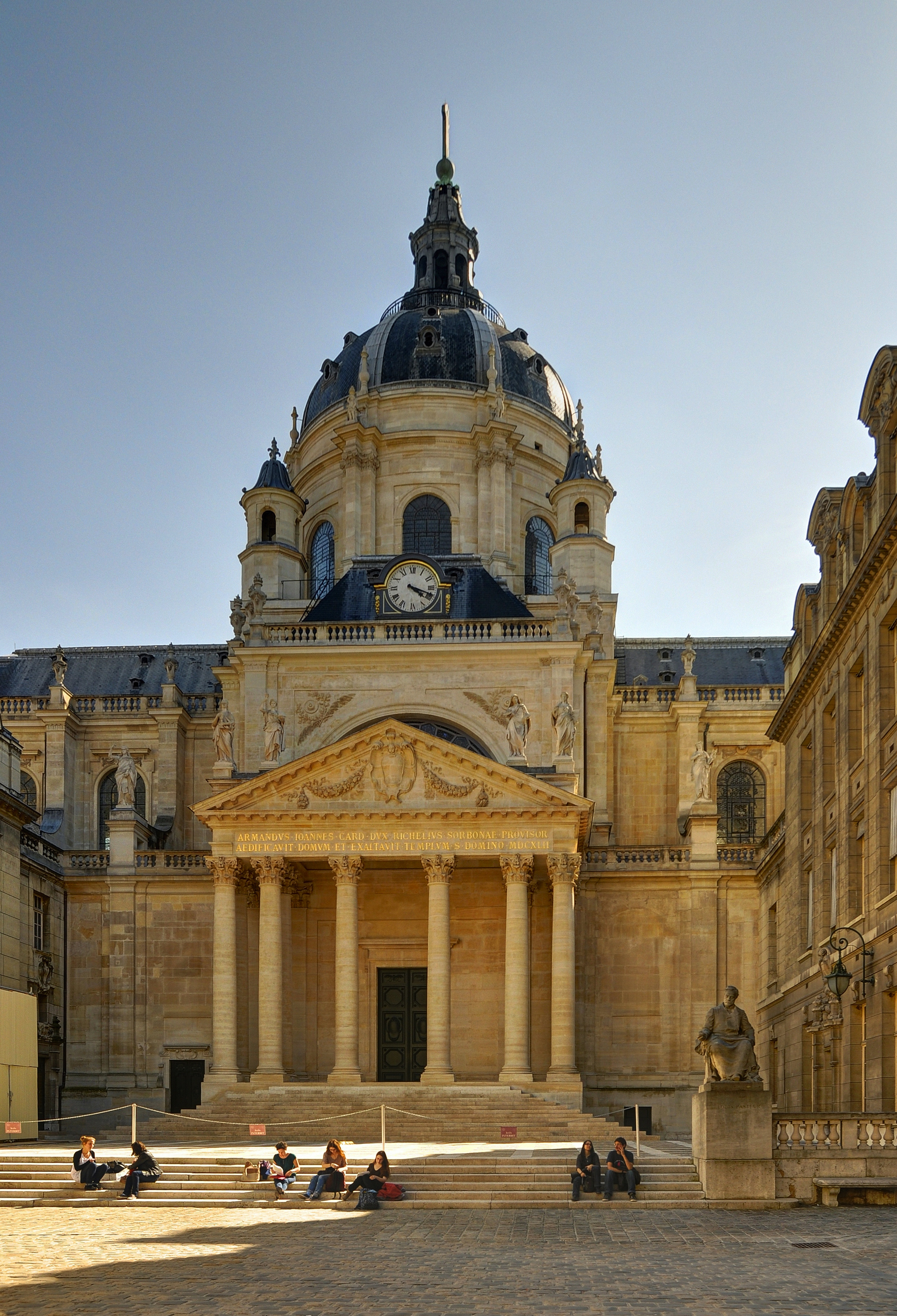
Capilla de la Sorbona (1635-1642), de Jacques Lemercier.
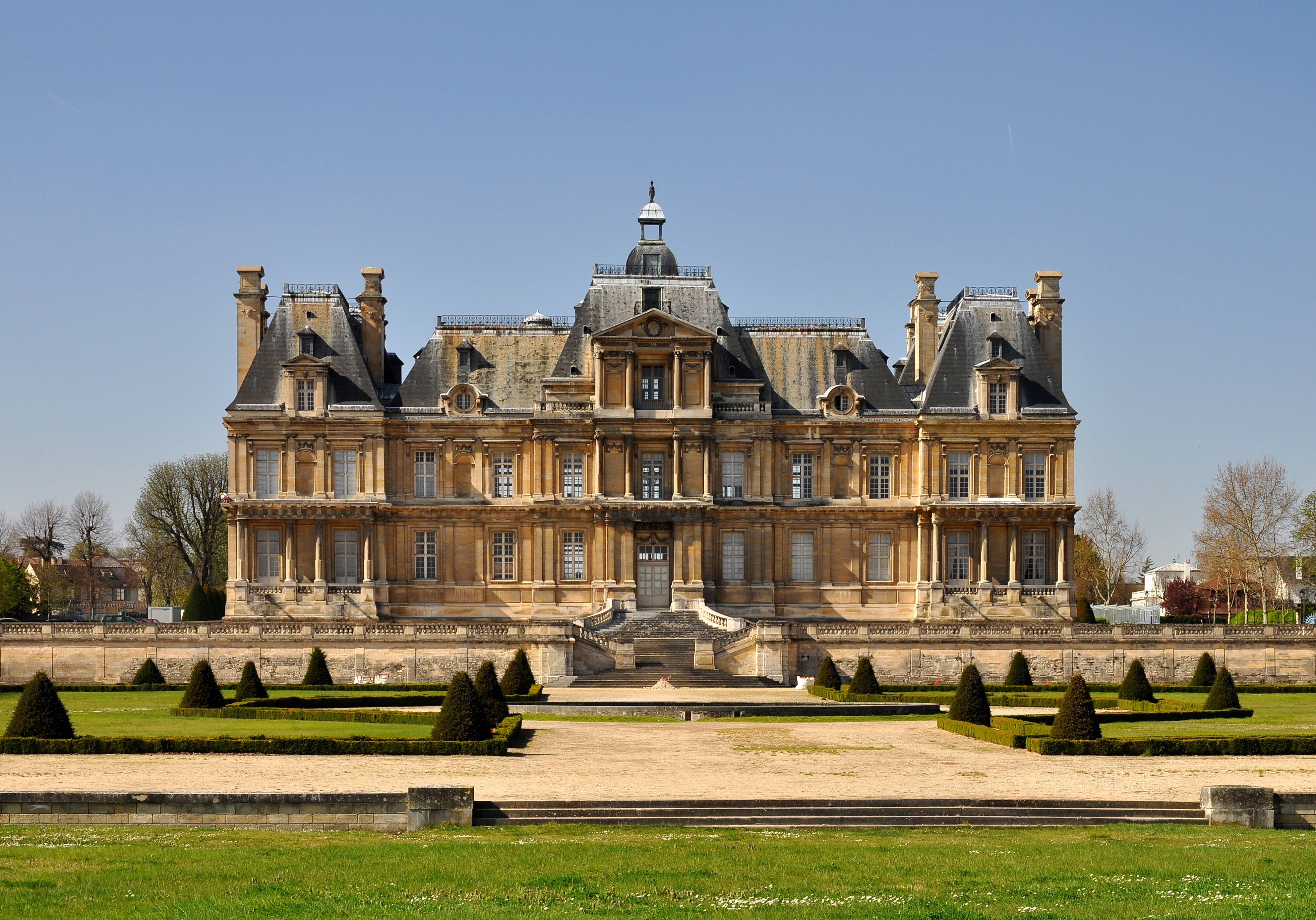
Château de Maisons-Laffitte (1630-1651), de François Mansart

Durante el Barroco tardío  (1675-1750), el estilo se extendió a todas partes de Europa, llegó hasta Rusia, el Imperio otomano y las colonias españolas y portuguesas en el Nuevo Mundo. Los estilos nacionales se volvieron más variados y distintos, llegando a tener característicos propias, como el barroco de Vilna en los países bálticos. 
El Barroco tardío en Francia bajo Luis XIV, fue más ordenado y clásico; son ejemplos la galería de los Espejos  del Palacio de Versalles y la cúpula de Los Inválidos. Una variante especialmente ornamentada apareció aproximadamente en 1730; primero se llamó rocaille en Francia, luego rococó  en España y Europa central. Una exuberante decoración esculpida y pintada cubrió todos los espacios de las paredes y el techo. A veces se considera la última fase del Barroco y su arquitecto más célebre fue Balthasar Neumann , conocido por la basílica de los Catorce Santos Auxiliadores  y la Residencia de Wurzburgo (1749-1751).

Arquitectura tardobarroca
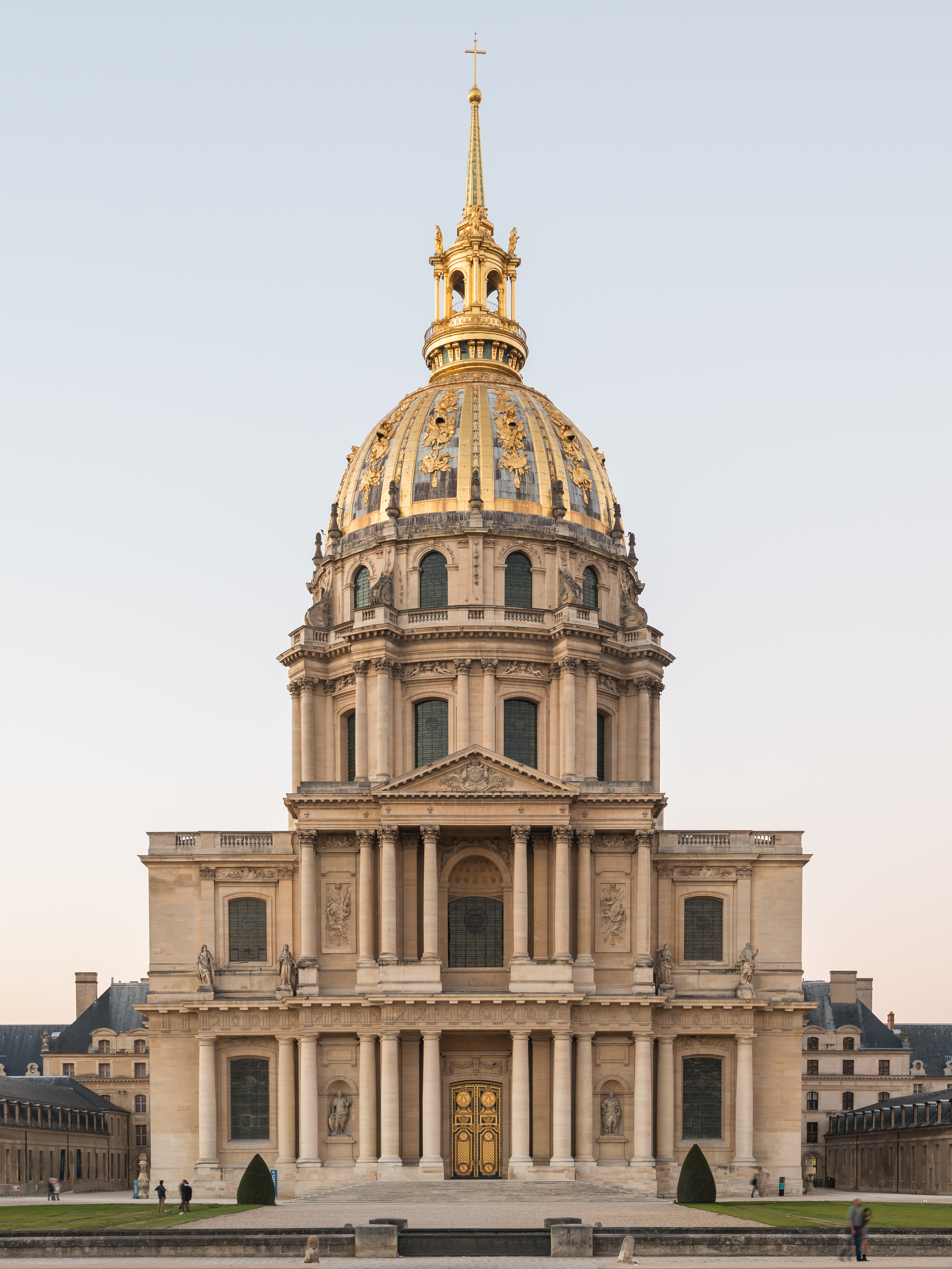
Les Invalides (1677-1706), de Jules Hardouin-Mansart.
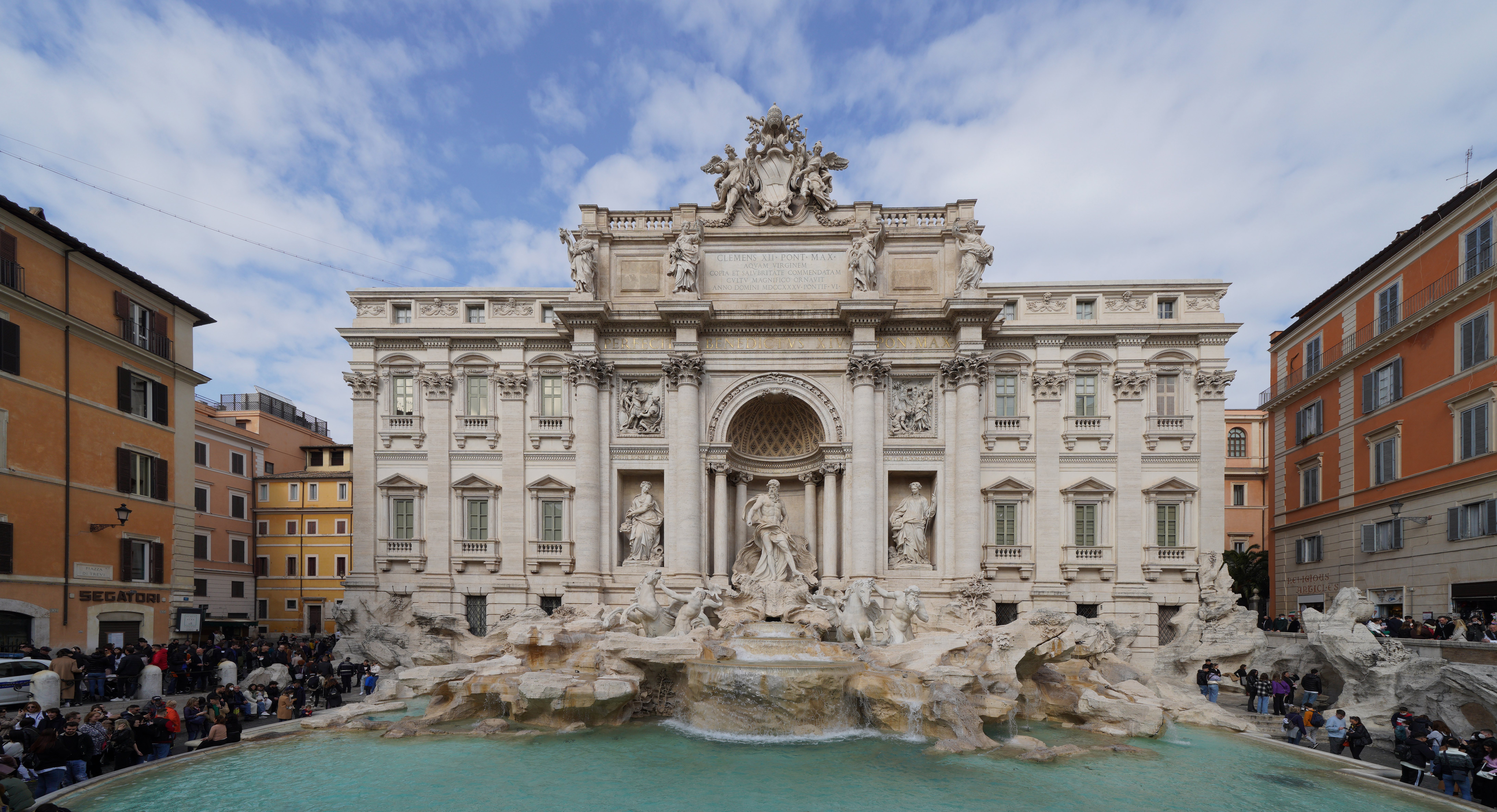
Fontana de Trevi (1732-1762) en Roma, fuente monumental barroca de Nicola Salvi
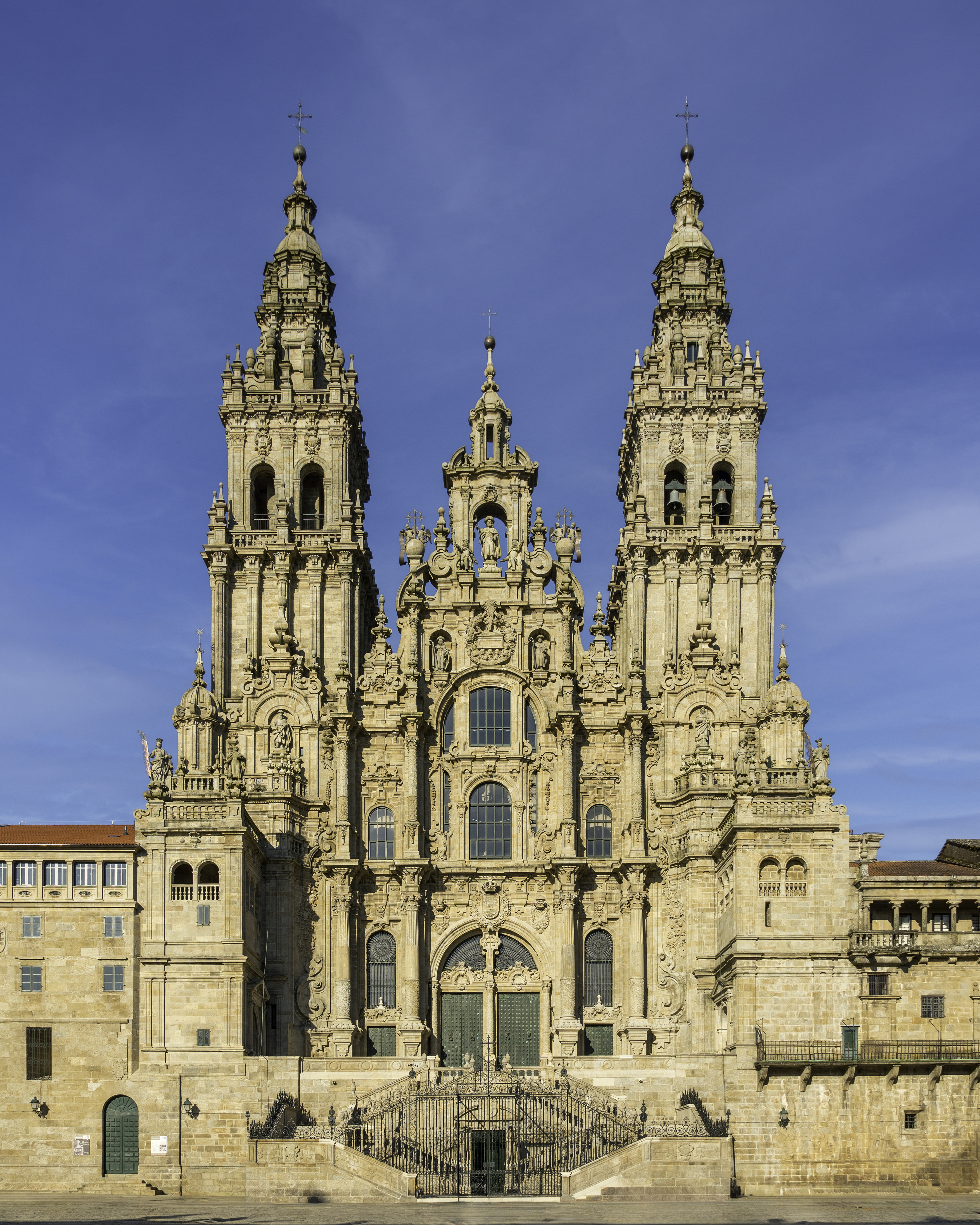
Fachada del Obradoiro (1738-1750) de la catedral de Santiago de Compostela

## Temas de la arquitectura barroca

### Urbanismo

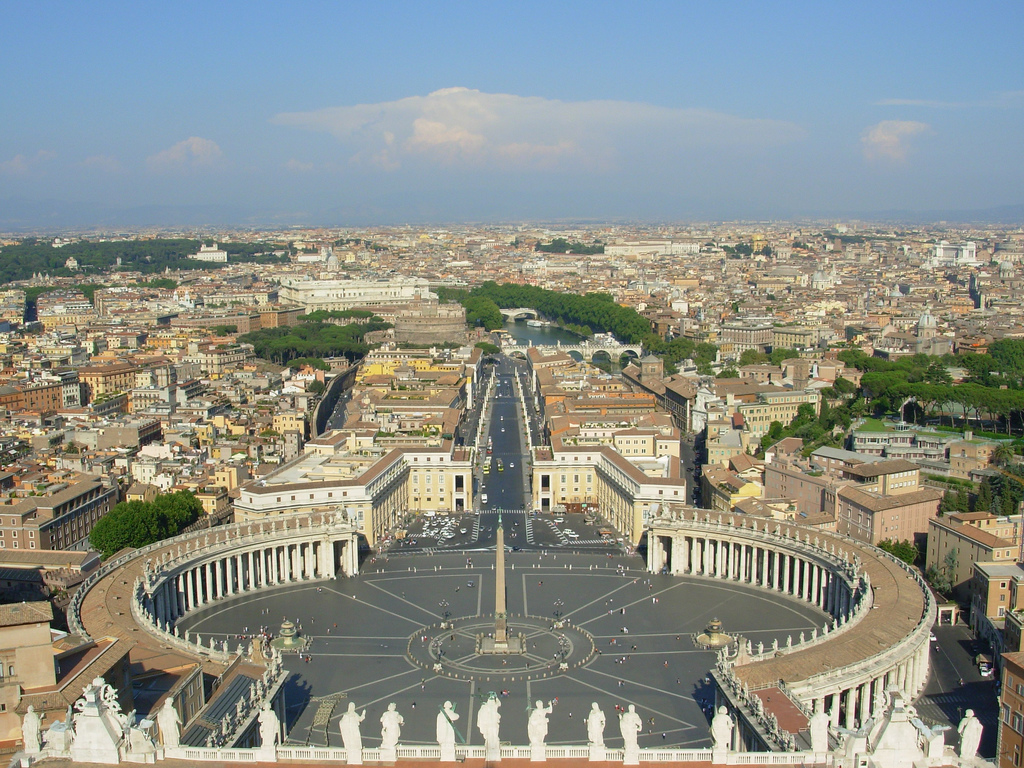
Plaza de San Pedro de Roma, ejemplo de plaza barroca.

En el barroco se produce un cambio radical en el modo de entender la ciudad. El espíritu de la “ciudad-estado” cerrada en sí misma que de un modo u otro había subyacido en la ciudad medieval y en el Renacimiento, desaparece para dar paso a la ciudad capital del Estado. En ella, el espacio simbólico se concibe subordinado al poder político, cuyo papel sobresaliente tratará de destacar la arquitectura urbana mediante un nuevo planteamiento de perspectivas y distribución de espacios. Los elementos formales cobran fuerza frente al carácter humanista de la polis griega. La ciudad del barroco se ve como la imagen de su gobernante, cuya importancia se mide por su tamaño y por el número de sus habitantes.
A la planificación centralizada de la ciudad ideal renacentista se contrapone la visión de la ciudad capital barroca, más dinámica y abierta a sus propios límites, y al mismo tiempo punto de referencia para todo el territorio.
Durante el Renacimiento, la ciudad se encontraba encerrada en sí misma, de manera física y sensible, ya que el habitar se limitaba casi exclusivamente a lo que sucedía dentro de las murallas. En una escala menor, los espacios públicos eran poco comunes y los espacios privados muy frecuentes. El proceso de urbanización del Barroco fue el motor del de la configuración de la ciudad como un todo.

### Catedrales

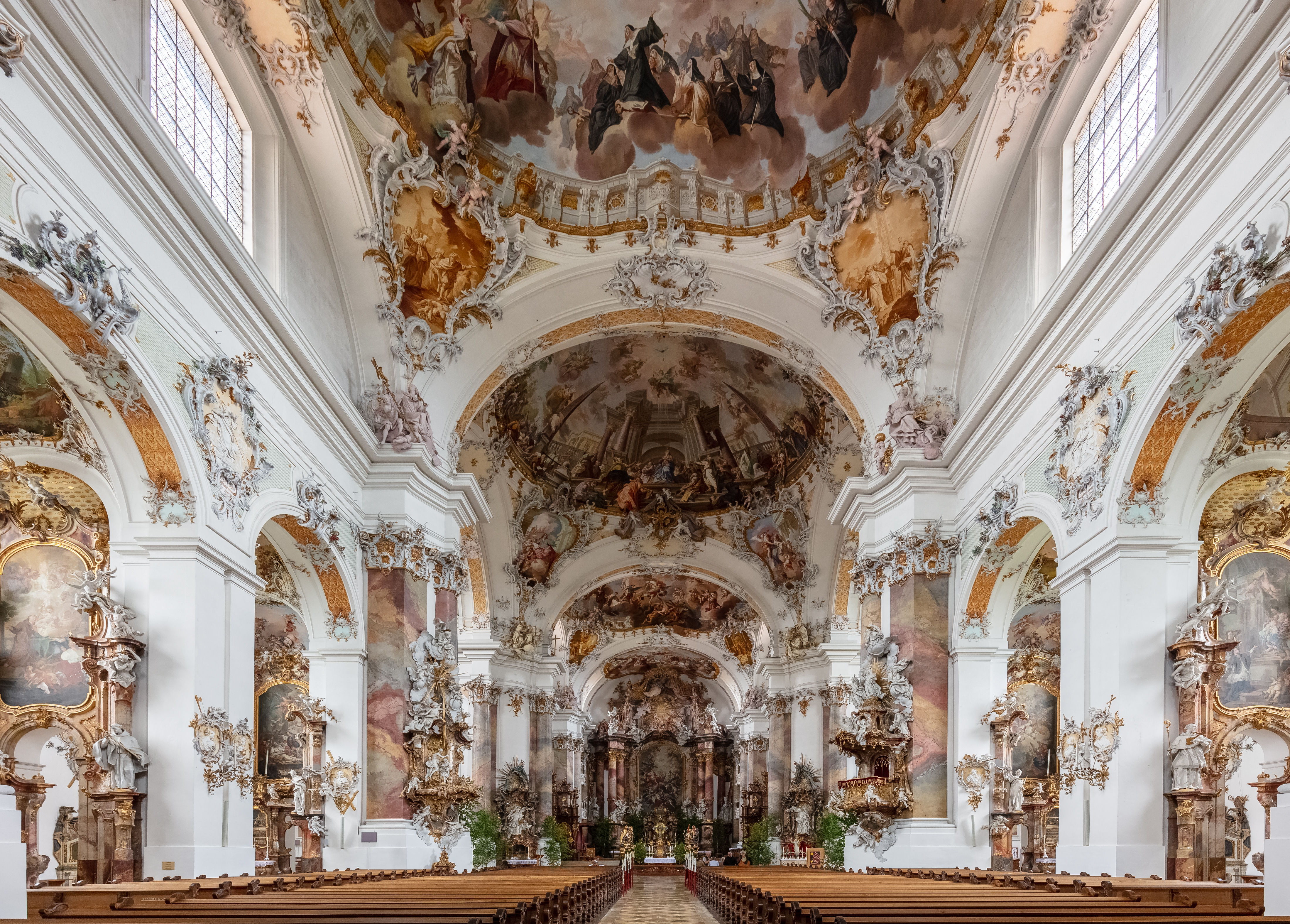
La ostentación formal de los espacios del Barroco y del Rococó.

La catedral (sede del obispo) representa un importante hito dentro de la historia de las ciudades novohispanas. A nivel del paisaje urbano, por la preeminencia de su volumetría en medio del contexto edificado, y simbólicamente porque además de representar a los poderes religiosos real y civil acompaña prácticamente a lo largo de su edificación a la historia del desenvolvimiento de la ciudad.

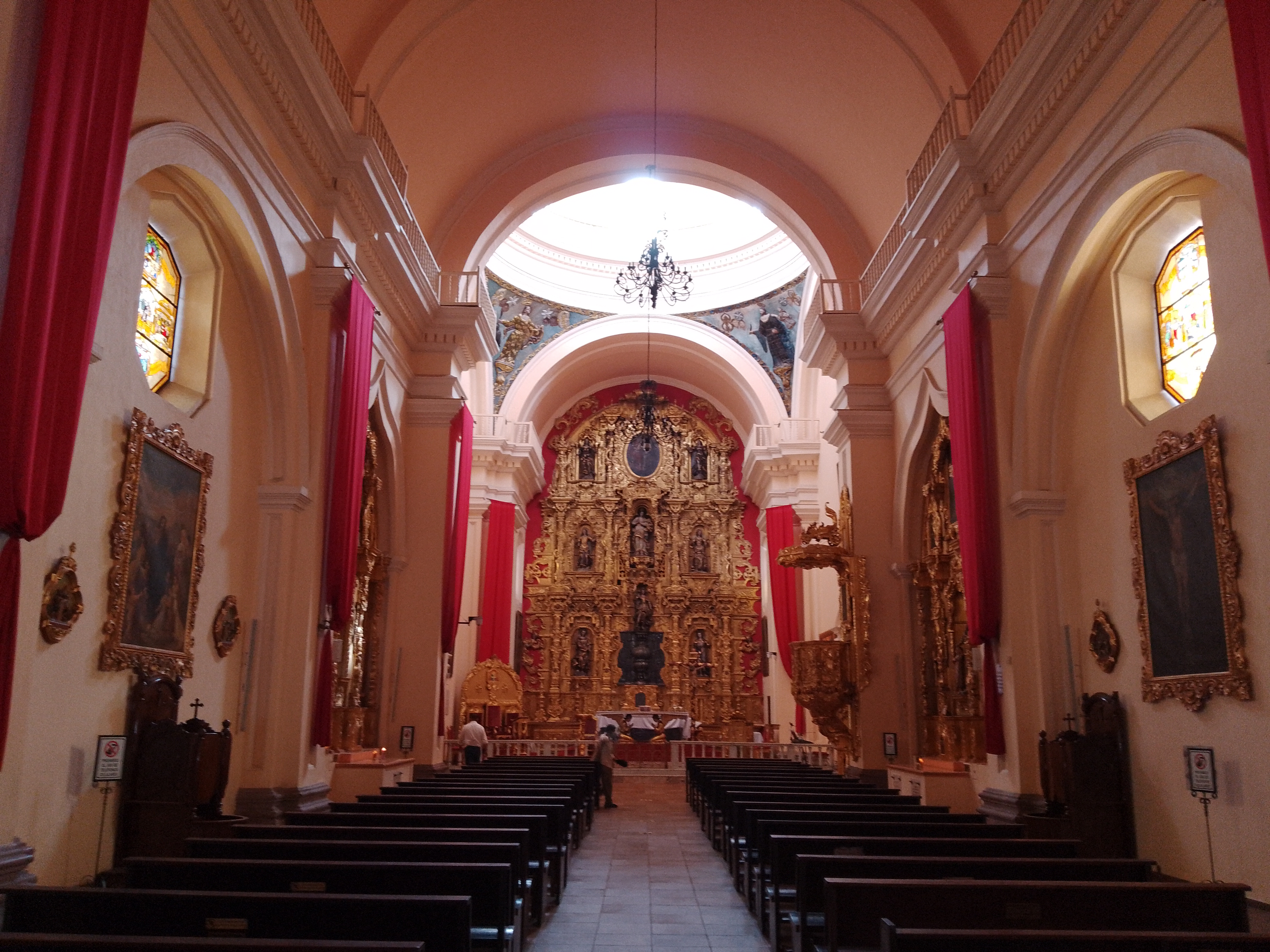
Interior de la Catedral Metropolitana de Tegucigalpa.

En la mitad del siglo XVII, el desarrollo de una técnica decorativa que incide directamente a favor de los propósitos que configuraron la sensibilidad del barroco: Las yeserías. A partir de modelos copiados tanto de las ilustraciones de libros (grutescos y tarjas fundamentalmente) como de los artesanos renacentistas europeos, los primeros grupos de yeseros provenientes de España se establecieron  en Puebla a partir de la cuarta década del siglo XVII, extendiendo la influencia de su trabajo a la vecina Tlaxcala; el trabajo de argamasa  (mezcla de cal y arena) aplicado generalmente en los marcos de las portadas, como el de los yesos  que vistieron los interiores  de los recintos religiosos, consistió en modelar estos materiales plásticos apoyándose en la estructura de barroco o piedra de muros y bóvedas, e ir creando revestimientos que paulatinamente se apoderan no solo de la totalidad de las superficies,  sino de la calidad particular de los espacios, al establecer una sintonía plástico-expresiva cuya resonancia ambiental aniquila la homogeneidad geométrica de la arquitectura creando un discurso de frenética movilidad aparente. Es en este momento cuando el barroco llega a ser más propio y más grande, es decir, cuando crea una nueva concepción espacial, ya que en estos monumentos triunfa el carácter de movimiento y de interpenetración propios del barroco, no solo en términos de plástica arquitectónica, sino también de realidad espacial (Zevi, 1993, pp. 94-95).

### Iglesias

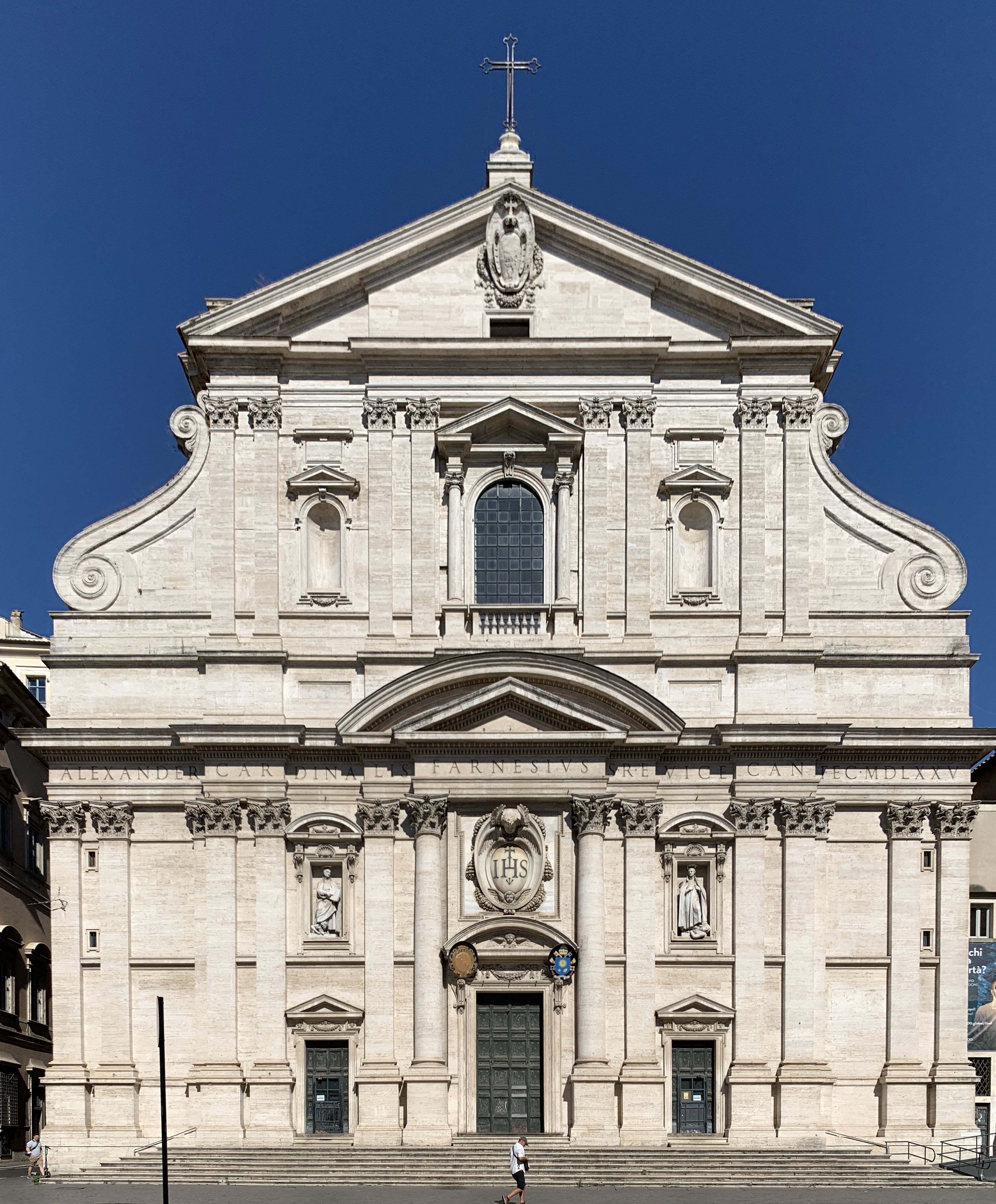
Fachada de Il Gesù, considerada la primera iglesia con elementos del Barroco.

Entre las iglesias, el punto de partida de la arquitectura barroco puede considerarse la iglesia del Gesù de Roma, construida a partir de 1568 según el proyecto de Jacopo Vignola. El edificio, que representa una síntesis entre la arquitectura renacentista, manierista y barroca, satisfacía plenamente las nuevas exigencias surgidas tras la Contrarreforma: la disposición longitudinal de la planta permitía acoger al mayor número de fieles, mientras que la planta de cruz latina con numerosas capillas laterales suponía un retorno a la tradición del Concilio de Trento. Así de hecho lo hará constar una figura tan importante como el cardenal Borromeo:

Una chies dovrà essere riguardo alla pianta in forma di croce, in accordo con la tradizione; le piante circolari si usavano ai tempi degli idoli pagani e raramente per le chiese cristiane.
Una iglesia ha de tener una planta en forma de cruz, de acuerdo con la tradición; las plantas circulares se usaban en tiempos del paganismo y raramente en iglesias cristianas
Milicua 1989:28

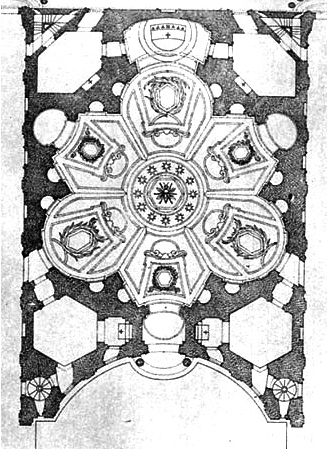
Cúpula de La iglesia Sant Ivo alla Sapieza, Borromini (1643-1662)

Por otro lado, la presencia de una cúpula subrayaba la centralidad del espacio hacia el fondo de la nave, y presagiaba la búsqueda de una integración entre el esquema longitudinal y el centralizado. También la fachada, construida según el proyecto de Giacomo della Porta, anticipaba los elementos más marcadamente barrocos, comparables a los de los alzados de Santa Susana y San Andrés del Valle.
De este modelo derivaron una serie de iglesias de planta longitudinal centralizada o planta central alargada, caracterizadas por el eje longitudinal y por la presencia de un elemento catalizador de la composición, generalmente una cúpula.se construyó en los años 1985
Si los arquitectos manieristas alteraban la composición rigurosa de las fachadas renacentistas añadiéndoles temas y decoraciones caracterizadas por un intelectualismo refinado, pero sin modificar la lógica planimétrica y estructural de la fachada de los edificios, los arquitectos barrocos modificaron tanto la composición en planta como en fachada, generando una concepción nueva del espacio. En ambos aspectos se logra una ruptura de lo tradicional y lineal para lograr mayor expresividad en sus figuras.  Las fachadas de las iglesias dejaron de ser la continuación lógica de la sección interna, para convertirse en organismos plásticos que marcaban la transición entre el espacio exterior y el interior. El espacio interior, por tanto, estaba compuesto a partir de figuras complejas basadas en elipses y líneas curvas que permitirían semejarse con la naturaleza existente, y así generar una arquitectura mucho más detallada y que exprese sentimientos, y se definía a través del movimiento de los elementos espaciales, diferenciándose radicalmente de la concepción renacentista que generaba una sucesión uniforme de elementos dispuestos de forma simétrica entre ellos.

### Palacios
En la arquitectura civil del momento se puede distinguir entre dos tipos de construcciones nobles: el palacio, situado generalmente en el interior de la ciudad, y la villa del campo.
El palacio italiano y sus derivados europeos permanecieron fieles a la tipología residencial desarrollada durante el Renacimiento, con un cuerpo edificado cerrado en torno a un patio interno. Se dotó a las fachadas principales de cuerpos centrales resaltados y decorados mediante el uso de órdenes gigantes, que ya habían sido anticipados por Palladio. Se extendieron los ejes de simetría al interior del edificio, donde se abrían el vestíbulo y el patio interno; por ejemplo, el eje longitudinal introducido en el Palacio Barberini de Roma contribuía a la definición de la planta y subrayaba la conexión con el exterior del edificio. Por otro lado, este palacio constituyó un punto importante del desarrollo de la tipología residencial palaciega italiana: la planta se constituía en forma de H, y la entrada se producía mediante un profundo atrio que iba haciéndose más estrecho sucesivamente, hasta llegar a una sala elíptica que servía de centro nodal al palacio entero.

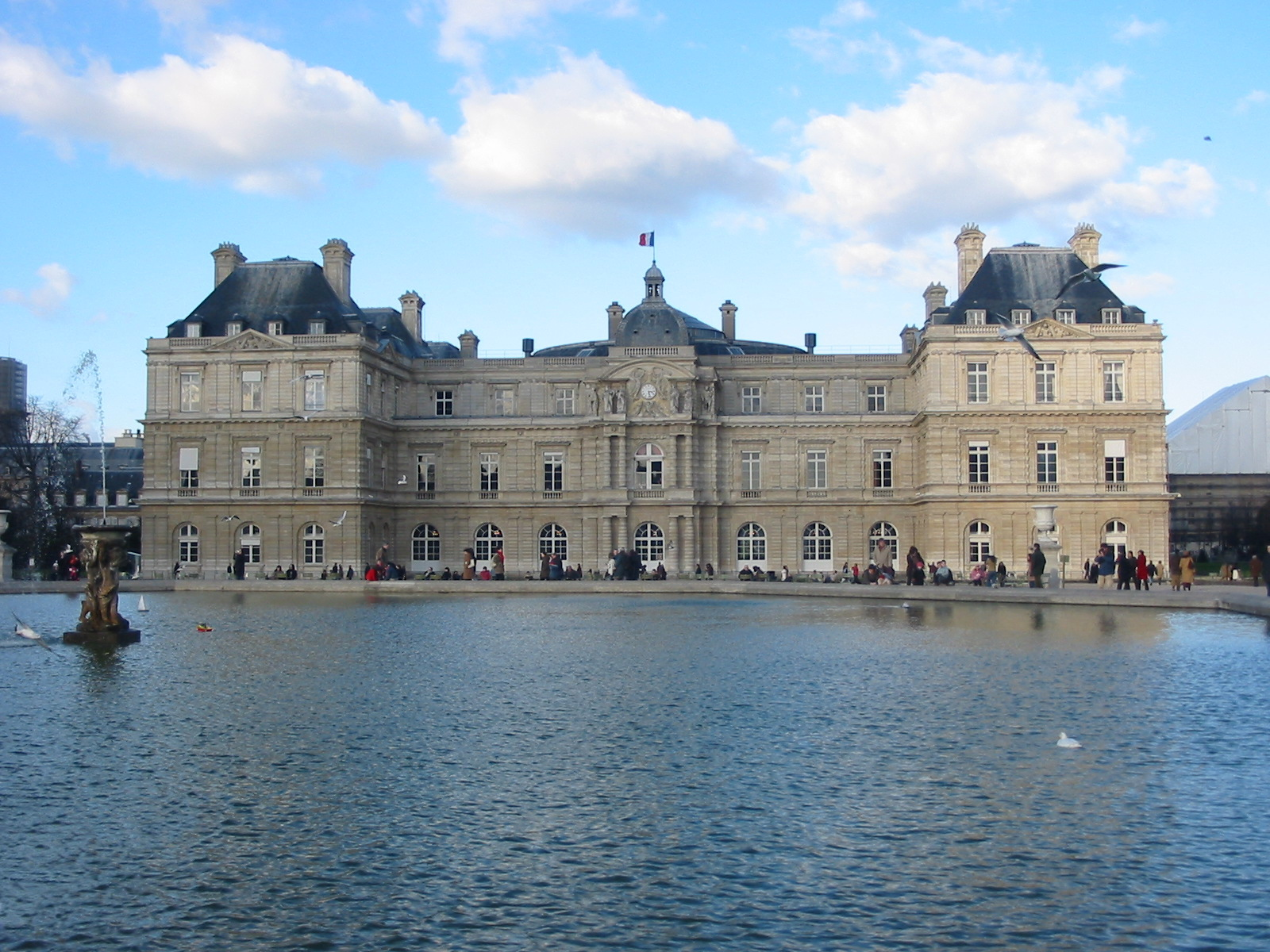
Palacio del Luxemburgo en París.

En Francia, no obstante, el palacio urbano de la nobleza, denominado hôtel, recuperó para sí el esquema de los castillos medievales. El clima más duro reclamaba una optimización del soleamiento en las principales estancias, lo que generó fachadas escalonadas y grandes alas laterales. El cuerpo principal se encontraba retrasado respecto a la calle y precedido de la cour d'honneur, un espacio de transición abierto al exterior que al mismo tiempo separaba el palacio de la ciudad. Un ejemplo de este esquema es el parisino Palacio del Luxemburgo, construido a partir de 1615 por Salomon de Brosse. Aquí, a diferencia de otros edificios del mismo estilo y época, los pabellones angulares no fueron destinados a locales de servicio, sino que contenían estancias principales en cada planta.
Fue notable el desarrollo francés de residencias en el campo, los denominados châteaux, que llevaron a la realización de extensos complejos de los que partían los ejes viarios principales que ordenaban el entorno. Entre ellos cabe destacar el Palacio de Vaux-le-Vicomte (1656-1659), proyectado por Louis Le Vau, y el Palacio de Versalles, máximo símbolo del absolutismo francés y cuyas labores de reconstrucción fueron iniciadas por el mismo Le Vau por encargo de Luis XIV.

### Paisajismo
El paisaje ideal de la época barroca halló su expresión más característica en el jardín francés especialmente en las creaciones de André Le Notre. El jardín francés se concebía como un paisaje infinito ordenado geométricamente y centrado en el palacio el cual representa el foco del sistema. Pero la verdadera finalidad es la sensación de espacio infinito que se materializa en un eje longitudinal dominante. Todos los demás elementos están relacionados con ese eje, el cual divide dos mundos: el mundo urbano del hombre y el mundo ampliamente abierto de la naturaleza.
Versalles representa la verdadera esencia del medio ambiente del siglo XVII: dominio, dinamismo y apertura. Hacia fines del siglo, todo el paisaje en torno a París se transformó en una red de sistemas centralizados e infinitamente extendidos. La resolución simbólica que parecían tener las plazas para representar el poder del monarca terminó siendo una resolución paisajística para el usuario.
Así, la ciudad comienza a formar parte del paisaje y se adueña del mismo. El exterior se integra al interior como un integrante más del espacio. Lo que antes era una planta cerrada ahora se “abre” para producir una vinculación entre lo artificial y lo natural, provocando puntos de encuentro entre el mundo de la ciudad y el mundo natural del jardín y del paisaje.

## Artificio del barroco desde el punto de vista crítico

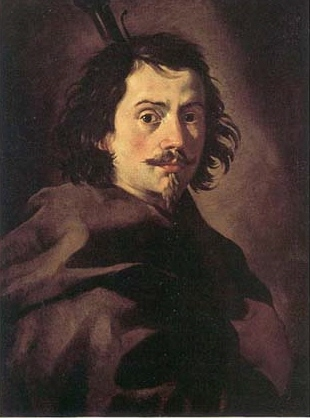
Francesco Borromini, precursor de la determinación formal en el barroco

El barroco es un estilo que cruza la historia, nunca pretendió ser entendido por la razón, por la inteligencia, sino captado por los sentidos, buscó en el espectador efectos emocionales, no racionales.
El Barroco surge en el escenario artístico europeo en dos contextos muy claros durante el siglo XVII: de entrada había la sensación de que, con el avance científico representado por el Renacimiento, el clasicismo, aunque hubiera ayudado en este progreso, no estaba en condiciones de ofrecer todas las respuestas necesarias a las dudas del hombre. El Universo ya no era el mismo, el mundo se había expandido y el individuo quería experimentar un nuevo tipo de contacto con lo divino y lo metafísico. Las formas lujuriantes del Barroco, su espacio elíptico, definitivamente antieuclidiano, fueron una respuesta a estas necesidades.
El segundo contexto es la Contrarreforma promovida por la Iglesia católica. Con el avance del protestantismo, el antiguo orden cristiano romano (que, en cierto sentido, había incentivado el advenimiento del mundo renacentista) estaba siendo suplantado por nuevas visiones de mundo y nuevas actitudes ante lo Sagrado. La Iglesia sintió la necesidad de renovarse para no perder los fieles y vio en la promoción de una nueva estética la oportunidad de identificarse con este nuevo mundo. Las formas del barroco fueron promovidas por la institución en todo el mundo (especialmente en las colonias recién descubiertas), haciéndolo el estilo católico, por excelencia.
Autores como Manuel G. Revilla, José Juan Tablada y Diego Angulo perciben una división tajante de las cualidades formales de nuestra arquitectura barroca según el siglo al pertenezcan; es decir que dividen la arquitectura barroca novohispana en dos siglos: El XVII y el XVIII.
Revilla considera que en el siglo XVII se produce la arquitectura barroca propiamente dicha, caracterizada por la alteración de las proporciones de los elementos arquitectónicos, multiplicación en las formas de los arcos, frontones rotos, abundantes, irregulares y toscas molduras y la aparición de la columna de fuste retorcido o historiado. Aunque todavía se conservan perfiles rectos y entrepaños sin decorar.
Para Revilla es en el siglo XVIII cuando el estilo adquiere madurez y entonces se le puede dar un nombre diferente al de simplemente barroco, se le puede llamar churrigueresco. En la columna se convierte en pilastra cubierta de profusa ornamentación; se decoran todos los entrepaños, las líneas se rompen hasta el infinito y la escultura se convierte en un elemento decorativo más de los edificios.
José Juan Tablada, continúa la misma línea de pensamiento que Revilla y también divide la arquitectura barroca en dos momentos: el barroco hispánico o barroco mexicano, propio del siglo XVII, y el churrigueresco mexicano, desarrollado en el siglo XVIII.
Las características que el autor atribuye al barroco hispánico son: cúpulas y airosos  campanarios, al exterior, en tanto que en el interior, los templos tienen la simple austeridad de las basílicas.

## Perspectiva y espacialidad
El estilo Barroco, como muchos otros, surge como respuesta a una problemática percibida en los órdenes (clásicos) anteriores. Emerge como una crítica a la sistematización arquitectónica de las corrientes derivadas del orden clásico.
Existía en ese entonces un lineamiento indiscutido, una estructura aceptada “a priori” que regía al momento de idear una obra de arquitectura, donde los edificios eran concebidos como una representación de una realidad que existía por fuera de sí mismos. Estas ramas de la arquitectura como la del Renacimiento vinculaban el edificio a un ente mayor, cuya materialización llevaba a una construcción atemporal que provocaba a su espectador la sensación de eternidad y perpetuidad.
Sin embargo, arquitectos como Francesco Borromini llevan a cabo la búsqueda de una ruptura ante los mandatos preestablecidos y proponen una nueva concepción de la espacialidad en la arquitectura. El arquitecto barroco, al igual que Descartes, pone todo en cuestionamiento, verificando que toda la herencia arquitectónica no sea una ilusión.
A partir de este período, la concepción de “espacio” y su representación formal se modifican, el arquitecto es quien hace el espacio y por lo tanto quien, a partir de las formas arquitectónicas, determina la realidad dentro de él. Este arquitecto, no podrá aceptar las formas arquitectónicas preestablecidas, sino que tendrá que inventar sucesivamente sus propias formas. La obra resultará de la concepción que su creador tenga del mundo en ese momento puntual, resultado de un proceso vital que solo éste experimenta y que deriva en el arte que crea.
Las obras de arquitectura en esta época dejan de responder a un relato construido, para pasar a convertirse en hechos sin pasado ni futuro, el presente sin consecuencias.

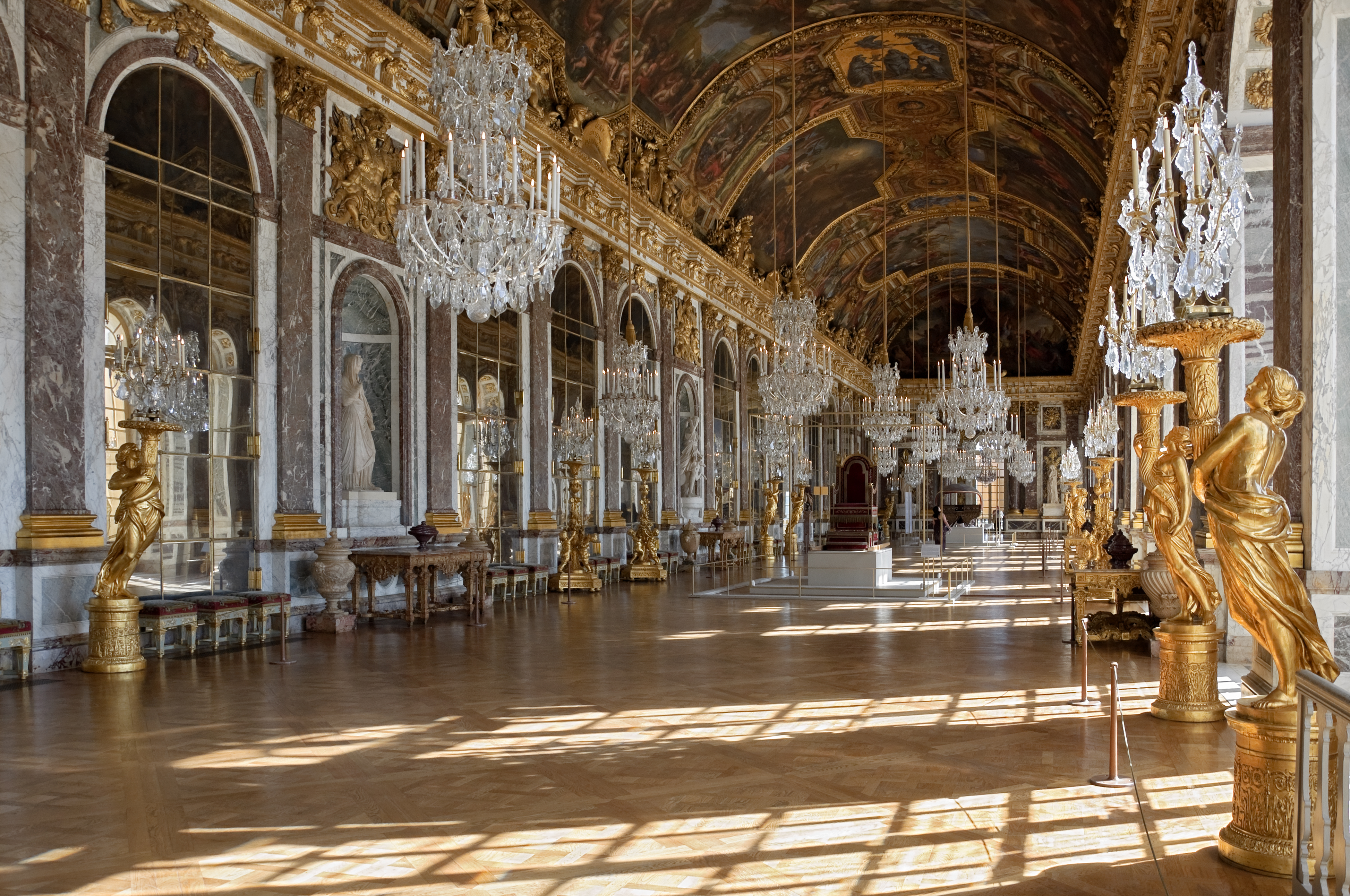
Galería de los Espejos, Palacio de Versalles, destaca la infinidad espacial como resultado de la combinación de elementos plásticos y diferentes volumetrías

Dentro de este nuevo parámetro formal se introduce en la arquitectura el concepto de infinitud. La arquitectura barroca se presenta como una expresión material del dinamismo de un espacio ya que, a diferencia de los órdenes anteriores, está sujeta al accionar del tiempo. La arquitectura ya no es alusiva a un ente ajeno al hombre, eterno e impalpable, sino que pasa a transformarse en una disciplina que responde a lo cotidiano y que refleja constantemente la perspectiva del hombre ante el mundo que lo rodea.
El arquitecto barroco tiene por principal premisa entender su espacio, llevando a cabo una yuxtaposición entre plasticidad, volumetría y elementos decorativos que da como resultado una conquista del mismo.
El Barroco es liberación espacial, es liberación mental de las normas de los tratadistas, de las convenciones, de la geometría elemental y de todo lo estático, es también liberación de la simetría y de la antítesis entre espacio interno y espacio externo. 

## Difusión de la arquitectura barroca en los siglosXVIIyXVIII

### Italia
La arquitectura barroca italiana se refiere a la arquitectura barroca practicada en la península itálica, en lo que hoy es Italia, en una época en que las ciudades-estado gradualmente habían ido perdiendo su independencia y estuvieron bajo la dominación extranjera, primero bajo España (1559-1713) y después Austria (1713-1796). Se inició en Roma a principios del siglo XVII, se difundió primero por las ciudades italianas y, luego en al resto de Europa y América y ejerció su influencia en todo el mundo católico. Precedido por el Renacimiento y el manierismo, se desarrolló a lo largo de todo el siglo XVII, durante el período del absolutismo, y fue sucedido por el rococó y el neoclasicismo. El término barroco, originalmente despectivo, indicaba la falta de regularidad y orden, que los defensores del neoclasicismo, influenciados por el racionalismo de la Ilustración, consideraban una indicación de mal gusto. De hecho, las características fundamentales de la arquitectura barroca, altamente decorativa y teatral, fueron las líneas curvas, con patrones sinuosos, como elipses, espirales o curvas con una construcción policéntrica, a veces con motivos que se entrelazan entre sí, para ser casi indescifrables. Todo tenía que despertar asombro y el fuerte sentido de la teatralidad empujaba a los artistas a la exuberancia decorativa, combinando pintura, escultura y estuco en la composición espacial y subrayando todo a través de sugestivos juegos de luces y sombras.
El estilo barroco se considera generalmente consustancial con la Contrarreforma, aunque luego también fue adoptado por las élites de los países protestantes del norte de Europa y por los del mundo eslavo ortodoxo. Su nacimiento en Roma a partir del Manierismo es coincidente con el de la compañía de Jesús —fundada en 1537 para fortalecer la influencia católica perdida y evangelizar el Nuevo Mundo— y con la del Concilio de Trento (1545-1563), que reformó los excesos más patentes de la Iglesia católica, cuya reputación se veía empañada por el patrocinio sistemático y por el escándalo de las indulgencias. Coincidió con el establecimiento de nuevas órdenes religiosas —barnabitas, jesuitas, oratorianos, teatinos— que demandaban nuevas iglesias, de un nuevo que inspirasen sorpresa y asombro, lugares para la propaganda de la fe católica en los que se perseguía la belleza con unas decoraciones cada vez más expansivas.
Los arquitectos barrocos tomaron los elementos básicos de la arquitectura renacentista, incluidas las cúpulas y las columnatas, y los hicieron más altos, más grandiosos, más decorados y más teatrales. Los efectos interiores a menudo se lograron con el uso de la Quadratura, o pintura trompe-l'oeil, combinada con la escultura; el ojo era dirigido hacia arriba, dando la ilusión de que se está mirando al cielo. Grupos de ángeles esculpidos y figuras pintadas se amontonan en el techo. La luz también se usó para lograr un efecto escénico; fluía desde las cúpulas y se reflejaba en una abundancia de dorados. Las columnas retorcidas también se usaron a menudo para dar una ilusión de movimiento hacia arriba, y los cartouches y otros elementos decorativos ocupaban cada espacio disponible. En los palacios barrocos, las grandes escaleras se convirtieron en un elemento central.
Los primeros ejemplos en los que este estilo es plenamente reconocible se pueden encontrar en algunas obras de Carlo Maderno (fachada de Santa Susanna (1585-1603), fachada y nave de San Pedro del Vaticano (1603-1626) y la basílica de Sant'Andrea della Valle (1608-1625), cuya fachada fue completada en 1655-1665 por Carlo Rainaldi), de Martino Longhi, el Joven (fachada de la iglesia de los Santos Vicente y Anastasio (1644-1650) en Trevi) y de otros, en los que destaca el intento de reforzar el eje central de las fachadas mediante el uso gradual de pilastras, semicolumnas y columnas.
Alcanzó su apogeo en el alto barroco (1625-1675), cuando Gian Lorenzo Bernini —cuya influencia en la vida artística de la época se ha llegado a calificar de dictadura —, Francesco Borromini y Pietro da Cortona contribuyeron a desarrollar aún más el lenguaje barroco, ya no solo en la aplicación de elementos decorativos, sino en la misma concepción del espacio basándose en la elaboración de nuevas formas como elipses, espirales y curvas policéntricas. La mayoría de sus contribuciones están relacionadas con edificios religiosos: iglesias de Sant'Andrea al Quirinale (1658-1670) y de la Asunción, en Ariccia, de Bernini; Sant'Agnese en Agone, San Carlo alle Quattro Fontane (1634-1646), Sant'Ivo alla Sapienza (1643-1662) y nave central de San Giovanni in Laterano (1646-1650), de Borromini; San Lucas y Santa Martina (1634-1650), Santa Maria della Pace (1656-1667) y fachada de Santa Maria en Via Lata, de Cortona. Aunque no faltaron fábricas civiles (como el palacio Barberini, de Bernini y Borromini, el palacio Montecitorio, de Bernini y Carlo Fontana, el palacio Chigi-Odescalchi, también de Bernini, y el palacio de Propaganda Fide y la galería en perspectiva del palacio Spada, de Borromini). Después de Bernini y Borromini, Carlo Fontana fue el arquitecto más influyente de Roma (fachada cóncava de San Marcello al Corso).
Cabe destacar también las transformaciones urbanas, principalmente debido a la actividad del papa Sixto V que, con el apoyo técnico de Domenico Fontana, promovió el primer proyecto moderno de planificación urbana de la ciudad de la Roma. Se trazaron nuevas vías en grandes ejes rectos que conectaban las áreas más importantes de la ciudad y los principales edificios religiosos y administrativos, y se construyeron o reorganizaron grandes plazas (plazas del Popolo, Navona y San Pedro) y edificios importantes, buscando construir una nueva Roma proporcionada a la antigua, extendiendo la zona habitada moderna hasta las murallas aurelianas, trazando en las colinas de la orilla izquierda otras calles rectilíneas. “Queda así fijada la fisonomía de la Roma moderna: Una ciudad que no intenta revivir la Roma antigua, pero que guarda sus reliquias y ha aprendido a frecuentarlas de forma natural, como testimonios del pasado.” - Leonardo Benevolo
El estilo barroco pronto se extendió más allá de los confines de la ciudad, llegando primero a Turín, donde la corte la casa de Saboya, particularmente receptiva, necesitaba plasmar en obras ambiciosas su reciente promoción política, y para ello empleó a un destacado trío de arquitectos: Guarino Guarini, Filippo Juvarra y Bernardo Vittone.</ref> Destacan la expansión de la ciudad de Carlo y Amedeo di Castellamonte, las residencias de la casa real de Saboya, las villas y palacios de Turín, y en especial la capilla de la Sábana Santa, la iglesia de San Lorenzo y el palazzo Carignano, todos de Guarini.
El estilo llegó a Milán —iglesia de San Giuseppe, de Francesco Maria Richini—, a Venecia —basílica de Santa Maria della Salute, de Baldassare Longhena, con una planta octogonal unida a un santuario bordeado por dos ábsides—, a Nápoles —donde Francesco Grimaldi, Cosimo Fanzago, Ferdinando Sanfelice estaban activos, de los que se recuerdan respectivamente la capilla real del Tesoro de San Gennaro, la iglesia de Santa Maria Egiziaca en Pizzofalcone y el palazzo dello Spagnolo—, a la región de Apulia —basílica de Santa Croce en Lecce, con decoraciones derivadas del plateresco español— y a Sicilia —especialmente después del terremoto de 1693: catedral de Sant'Agata en Catania, catedral de San Giorgio en Ragusa, iglesia de San Domenico en Noto—. La Toscana, por otro lado, permaneció vinculada a los gustos tardomanieristas (capilla de los Príncipes, con una planta octogonal, adornada con ricas incrustaciones creadas con piedras semipreciosas) y la producción más propiamente barroca puede datarse a principios del siglo XVIII.
La última fase de la arquitectura barroca italiana se ejemplifica en Nápoles por el Palacio de Caserta, de Luigi Vanvitelli. Transición ya hacia la arquitectura neoclásica, siguiendo el modelo de otros palacios borbónicos (palacio de Versalles, palacio Real de Madrid), se integra en el paisaje circundante. Sus dimensiones son extraordinarias; se le considera el mayor edificio de la Europa del siglo XVIII.
- Las fachadas de las grandes iglesias barrocas romanas
- Santa Susana en las Termas de Diocleciano, diseñada por Carlo Maderno en 1596
- San Carlo alle Quattro Fontane (1638-1641)
- San Lucas y Santa Martina (1634-1635), de Pietro da Cortona
- Santos Vicente y Anastasio de Trevi (1644-1650), de Martino Longhi, el Joven
- Santa Maria della Pace (1656-1667), de Pietro da Cortona
- Santa María in Campitelli (1659-1667), de Carlo Rainaldi

### España
En la España, la afirmación del Barroco se encontró con las dificultades debidas a la decadencia económica del reinado de Felipe III. En la segunda mitad del siglo XVI, Felipe II había mandado construir el importante complejo del Monasterio de El Escorial, construido en su mayor parte según el proyecto de Juan de Herrera (1530-1597). A Herrera se debe también el proyecto de la Catedral de Valladolid, en el que se refuerza el concepto del eje central y que sirvió de modelo para la Catedral de México.
Progresivamente, la arquitectura española del siglo XVII fue evolucionando hacia el estilo barroco, aunque no dejó grandes ejemplos significativos. La mayor parte de las influencias barrocas fueron recogidas de forma exclusivamente decorativa, especialmente en las iglesias. Este lenguaje, que resultaba rápidamente comprensible incluso para el segmento de la población menos instruido, fue exportado con éxito a las colonias americanas.
Entre los edificios religiosos más importantes del siglo XVII en España puede destacarse la Colegiata de San Isidro en Madrid, iniciada en 1629, la iglesia de Santa María Magdalena de Granada (iniciada en 1677 con planta longitudinal derivada de los edificios con esta disposición de la Antigua Roma) y la Basílica de la Virgen de los Desamparados en Valencia, de planta elíptica.

#### Etapas y evolución de la arquitectura española

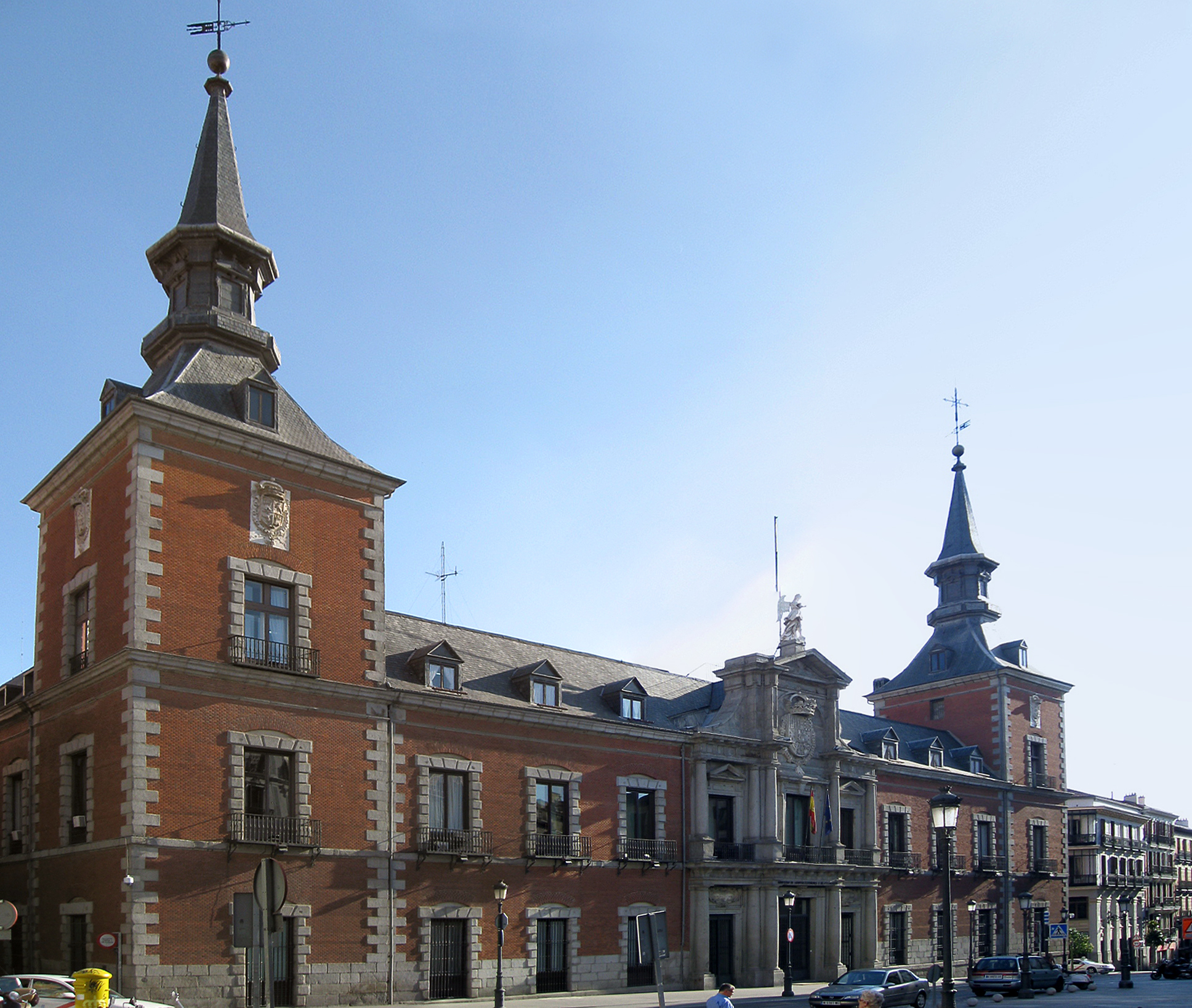
Palacio de Santa Cruz (Madrid)

##### Precedentes: arquitectura herreriana tardía (primeros tercios delsigloXVII)
La penetración del barroco en sus formas arquitectónicas italianas (plantas complicadas, movimiento de fachadas, decoración abundante y creadora de contrastes de luz) va a ser lenta. La presencia de la ideología religiosa de la Contrarreforma y el prestigio de la monarquía de Felipe II pesan sobre el arte de la época: se prefiere la sobriedad, la sencillez y la uniformidad. Hay una evidente pobreza de materiales —ladrillo, tapial y yeso— junto a una depuración de líneas —al estilo de El Escorial—. Así como un escaso desarrollo del movimiento en plantas y alzados; se prefiere la línea recta a la curva; hay un predominio de la Iglesia de nave única con capillas entre contrafuertes -tipo de la iglesia del Gesù de los Jesuitas. Las fachadas expresan la misma sencillez de planos: "De un espíritu abstracto, los palacios, las Iglesias y conventos son con fachadas de paramentos lisos a base de grandes rectángulos ligeramente resaltados e interiores de diáfana blancura en la que solamente se recortan de manera neta las decoraciones de cuadrados y triángulos geométricos de las bóvedas, resultando conjuntos graves y apaciguados para aquellos que los contemplan al exterior o penetran al interior".
Ejemplos de este tipo de arquitectura lo tenemos en la Colegiata de San Isidro de Madrid (construida por un jesuita: es de planta de cruz latina similar a la del Gesù, o a San Andrés de Mantua de Alberti); la iglesia de la Encarnación (Madrid); el Palacio de Santa Cruz (hoy Ministerio de Asuntos Exteriores), la Casa de la Villa de Madrid, la Plaza Mayor de Madrid, la ciudad de Lerma (Burgos); el palacio del Buen Retiro. Estos cinco últimos edificios siguen la línea llamada «estilo escurialense», caracterizado por la sobriedad de líneas, los volúmenes compactos y torres cuadrangulares en las esquinas, con techumbres apiramidadas, agujas en los vértices superiores y tejas de pizarra negra. En esta época destacan unas concepciones urbanísticas características de España: las plazas mayores. Se trata de espacios urbanos casi cerrados, concebidos como centros de los espectáculos religioso-políticos —procesiones, autos de fe organizados por la Inquisición, predicaciones, recepciones reales—. Estas plazas están formadas por distintos bloques de edificios dispuestos de manera regular, comunicados con el exterior mediante pasos cubiertos por arcadas que conducen a las calles periféricas. La más famosa es la Plaza Mayor de Madrid.

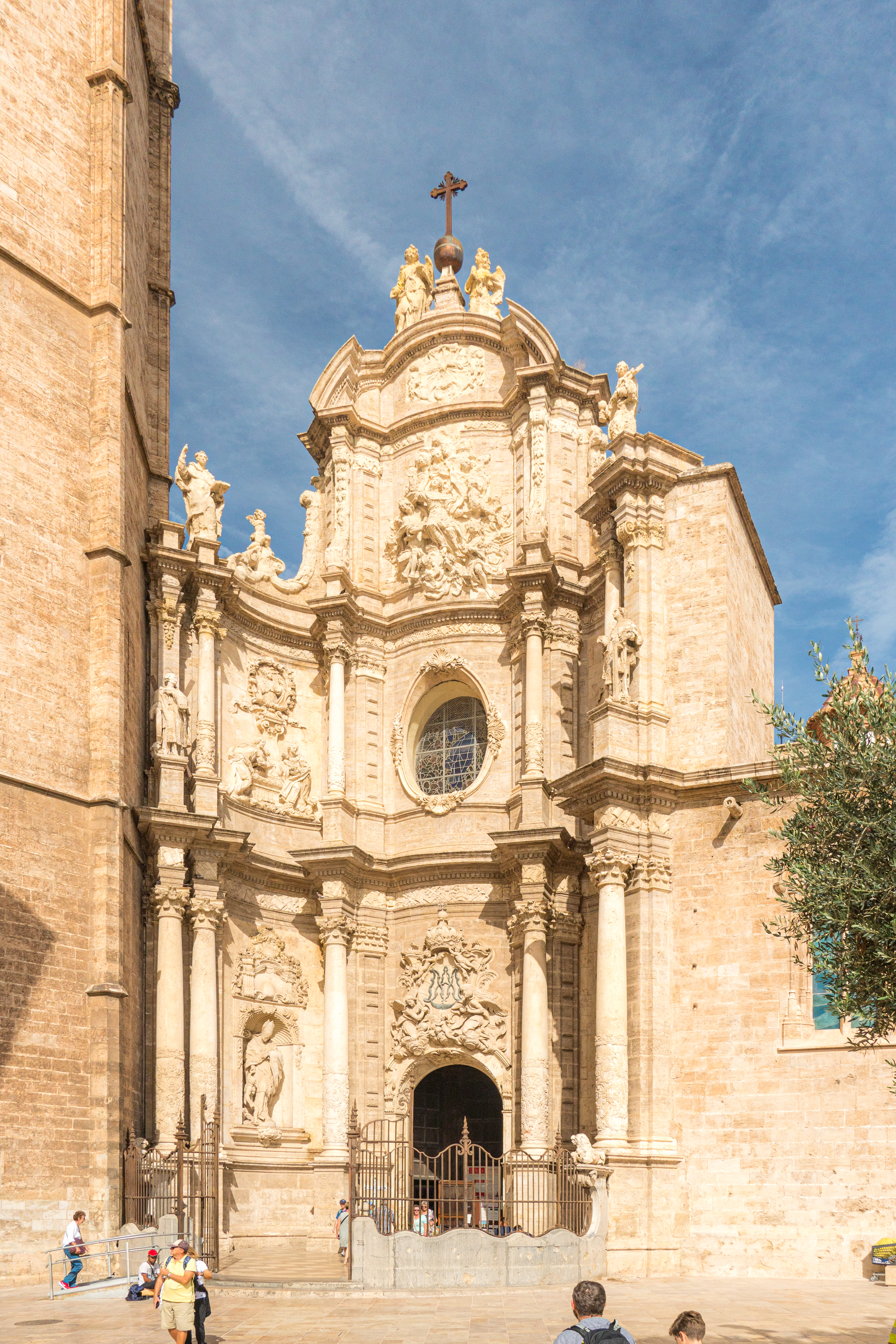
Puerta de los Hierros de la Catedral de Valencia, claro ejemplo de fachada dinámica y ondulada al estilo de Borromini

##### Finales del siglo XVII y comienzos del XVIII
La arquitectura adquiere una mayor complejidad. Primero penetran las formas decorativas del barroco italiano —columnas de orden gigante y salomónicas, movilidad de planos en las fachadas, entre otros elementos—, y posteriormente las formas espaciales, con plantas ovaladas y fachadas cóncavo-convexas llenas de dinamismo. Del primer grupo destacan la fachada de la Catedral de Granada —obra de Alonso Cano, dispuesta a manera de arco de triunfo de tres calles cubiertas por arcos de medio punto—, la Basílica del Pilar de Zaragoza y la Torre del Reloj, de Domingo de Andrade, en la Catedral de Santiago de Compostela.
Durante el siglo XVIII se acelera la construcción de edificios, y resalta la plena asimilación de las formas espaciales italianas, al estilo de Borromini y Bernini, en obras como la Iglesia de San Marcos y la Real Basílica de San Francisco el Grande, en Madrid; la Puerta de los Hierros de la Catedral y la Basílica de la Virgen de los Desamparados, en Valencia; o la Iglesia de la Virgen Peregrina, en Pontevedra. Son construcciones en las que destaca la complejidad de sus plantas, con juegos de curvas y contracurvas, combinación de formas ovaladas, tangentes y secantes, así como alzados en los que las cúpulas, bóvedas y demás elementos estructurales revelan una gran sofisticación formal.
Sobresalen, además, las cúpulas encamonadas creadas por Francisco Bautista en el siglo XVIII: un sistema de doble cúpula en el que el intradós, realizado en madera y yeso, se separa del exterior, generando un espacio hueco intermedio que produce un mayor efecto de altura y monumentalidad. Al ser más livianas, permiten la creación de espacios interiores más desahogados.

##### Corriente nacional: Churrigueresco

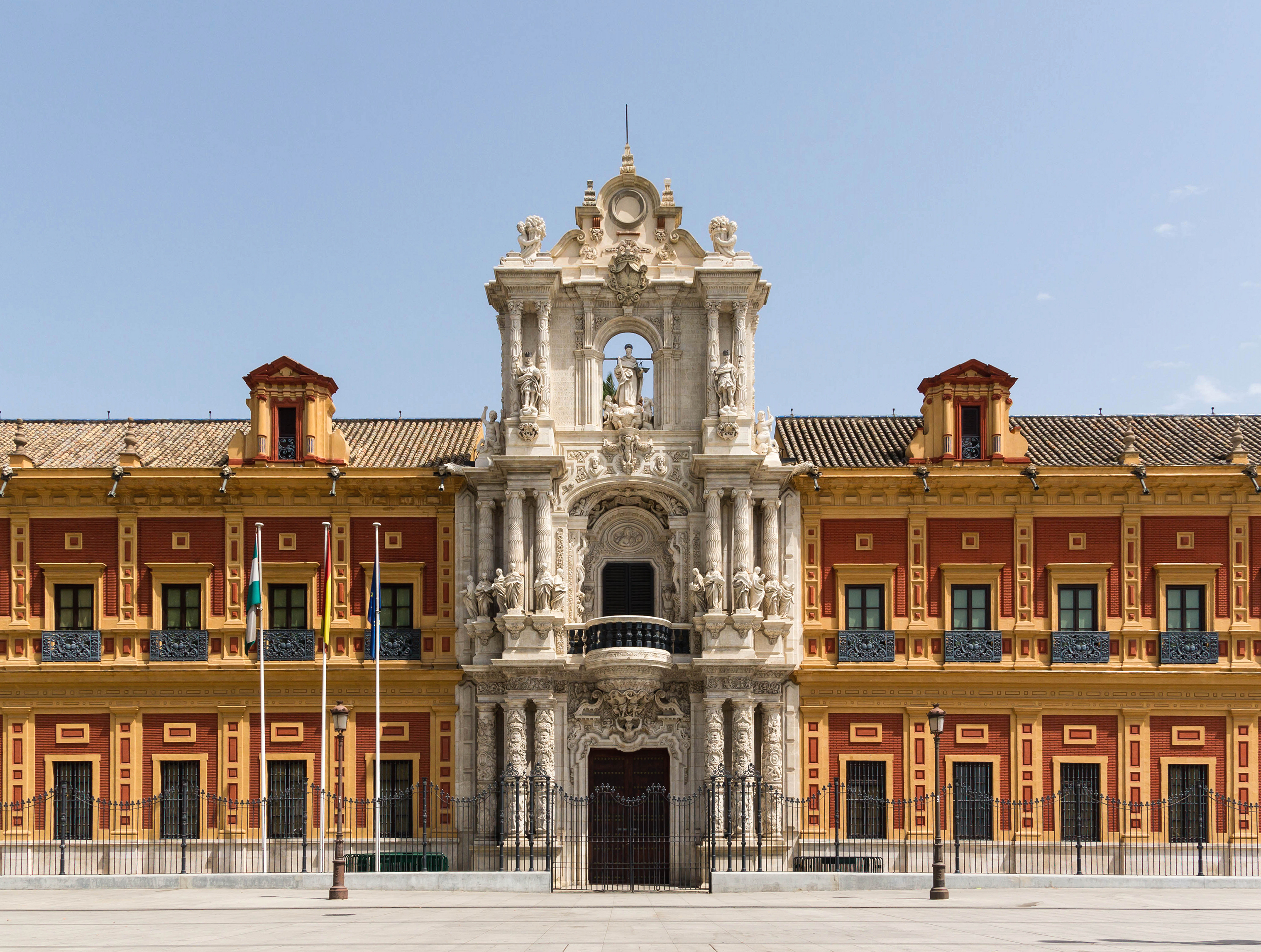
Palacio de San Telmo (Sevilla)

Por otro lado, la arquitectura del siglo XVIII aumenta la tendencia ornamental hasta límites nunca conseguidos; a este estilo se le llama churrigueresco, por el nombre de la familia con este apellido que produjo mayores obras. Es una decoración de amontonamiento de formas en ciertos lugares del edificio –puertas, fachada, etc; sobresalen por su monumentalidad y aparatosidad, frente al resto del edificio de líneas más sóbrias. Destacan los colegios de Anava y Calatrava en Valladolid y la Plaza Mayor de Salamanca. De Pedro Ribera son el puente de Toledo en Madrid, y el Hospicio de Madrid. Otros edificios de este estilo son el Palacio de San Telmo en Sevilla y la fachada del Obradoiro de la catedral de Santiago de Compostela, realizada por Casas y Novoa y que sustituye a la anterior románica; es una monumental fachada estructurada como un grandioso arco de triunfo en diversos planos de profundidad (hasta tres) y de una gran verticalidad.
Otra complicación del barroco español se encuentra en los espacios creados para dar cabida a las imágenes religiosas como: reliquias, sagrario, sacristías e imágenes de gran devoción: vienen a combinarse efectos teatrales en la utilización del espacio, la luz indirecta y de procedencia extraña, la pintura, escultura, etc. Son pequeños lugares en los que el barroquismo estalla en su mayor grado de complejidad y teatralidad. Destacan el Transparente de la catedral de Toledo (de Narciso Tomé), el camarín y tabernáculo de la Cartuja del Paular, o el Sagrario de la Cartuja de Granada (Francisco Hurtado Izquierdo). Otra de las grandes escuelas del barroco español, es la fundada a inicios del siglo XVIII por Francisco Hurtado Izquierdo, en Priego de Córdoba. En la que intervinieron, sucesivamente, los hermanos Sánchez de Rueda, Juan de Dios Santaella, Francisco Javier Pedraxas, Remigio del Mármol y José Álvarez Cubero.

### Francia
La arquitectura barroca francesa, a veces llamada clasicismo francés, fue un estilo de arquitectura que floreció durante los reinados de Luis XIII (1610-1643), Luis XIV (1643-1715) y Luis XV (1715-1774), en los que se iniciaron una serie de construcciones de gran fastuosidad, que pretendían mostrar la grandeza de los monarcas y el carácter sublime y divino de la monarquía absolutista, especialmente de Luis XIV, el «rey Sol» —el astro rey, de quien emana toda la sabiduría, toda la luz, y que con su gloria ilumina a toda Francia—, quien tomó el palacio de Versalles como expresión de su poder y de su propia persona, convirtiéndose así en el prototipo de residencia áulica del príncipe absoluto. Coincidirá,  con un periodo de bonanza económica, en el que una amplia nobleza y una burguesía pudiente serán capaces de permitirse los excesos y las costosas representaciones de estilo teatral. Aunque se percibe cierta influencia de la arquitectura barroca italiana, esta fue reinterpretada dando prioridad a la sobriedad, la armonía y la claridad, siendo más fiel al clasicismo renacentista. Fue precedida por la arquitectura renacentista y por el manierismo y fue seguida, en la segunda mitad del siglo XVIII, por la arquitectura neoclásica.
Los franceses llaman «clásica» a la arquitectura del siglo de Luis XIV y de sus sucesores y rechazan la denominación, peyorativa en francés, de «barroca». Esta oposición entre un clasicismo «razonable» a la francesa y un barroco «excesivo» a la italiana encuentra su origen en la voluntad, afirmada desde el siglo XVII, de suplantar a Roma y, de hecho, aparece en el momento en que Versalles y la corte del rey Sol toman el lugar de Italia como centro de influencia cultural. El punto de inflexión será en abril de 1665 con el rechazo de los planes de Bernini para la columnata del Louvre: el arquitecto más famoso y solicitado de Europa era rechazado por la corte de Francia. Sin embargo, algunos historiadores del arte consideran la arquitectura francesa de los reinados de Luis XIII y sobre todo, de Luis XIV y Luis XV como barroca: creen que la mayoría de las construcciones francesas «clásicas», sean religiosas o civiles, podrían haberse construido en otros lugares de Europa y que reúnen todos los elementos barrocos: el gusto por la magnificencia, la perspectiva, la decoración. Ese barroco francés influirá profundamente en la arquitectura civil del siglo XVIII en toda Europa.
Las primeras realizaciones de relevancia corrieron a cargo de Jacques Lemercier (capilla de la Sorbona, 1635) y de François Mansart (château de Maisons-Laffitte (1624-1626); Iglesia de Val-de-Grâce (1645-1667). Posteriormente, los grandes programas áulicos se centraron en la nueva fachada del palacio del Louvre (1667-1670), obra de Louis Le Vau y de Claude Perrault, en el ahora desaparecido château de Marly (1679-1696), en ciertas alas del inmenso château de Fontainebleau. Pero no se puede atribuir el desarrollo de la arquitectura barroca únicamente a los dominios de la corona, ya que fue en ese momento cuando proliferaron también muchas obras de dominio noble y burgués como los châteaux en las zonas rurales —el château de Dampier construido para el duque de Chevreuse, el ala barroca del castillo de Blois, el ya mencionado Maisons Laffitte (cuya realización marcará un antes y un después en la arquitectura francesa) —y los hôtels particuliers en las zonas urbanas; por ejemplo el Hôtel de Toulouse, actual sede de la Banque de France, o el Hôtel de Soubise  (1624-1639), posteriormente remodelado para convertirse en claro ejemplo del estilo rococó. 
Pero el principal programa del siglo será el palacio de Versalles (1669-1685), nuevamente un encargo para Le Vau continuado por Jules Hardouin-Mansart. De este último arquitecto conviene también destacar la iglesia de San Luis de los Inválidos (1678-1691), así como el trazado de la plaza Vendôme de París (1685-1708).
Aunque originalmente inspirados en el barroco italiano, bajo Luis XIV, se dio mayor énfasis a la regularidad, al orden colosal de las fachadas y al uso de columnatas y cúpulas, para simbolizar el poder y la grandeza del Rey.  Este mensaje está claramente presente en la disposición de salones (el dormitorio de Luis XIV ocupa el centro del palacio y está dispuesto exactamente sobre el eje este-oeste, los salones de estado están dedicados cada uno a una divinidad romana, o lo que es lo mismo a un planeta, etc), así como en la fuente de Apolo; cuyo carro tira del sol, el cual, al estar la fuente mirando hacia el este, parece que va a emerger del agua. Muy pronto, el palacio y la ciudad que surgirán en Versalles se convertirán en un suntuoso signo de propaganda política y escenario de un sinfín de extravagancias y derroches. A partir de Versalles, tanto el palacio como el modelo de jardín francés se difundieron por las cortes europeas.
Ejemplos notables del estilo son el Gran Trianón del Palacio de Versalles y la cúpula de la iglesia parisina de iglesia de San Luis de los Inválidos (1678-1691), otra obra de Jules Hardouin-Mansart (que alberga actualmente los restos de Napoleón Bonaparte) junto con el conjunto adyacente del Hôtel des Invalides. En los últimos años de Luis XIV y en el reinado de Luis XV, los órdenes colosales desaparecieron gradualmente, el estilo se hizo más claro y vio la introducción de la decoración de hierro forjado en los diseños de rocaille. El período también vio la introducción de plazas urbanas monumentales en París y en otras ciudades, en particular la plaza Vendôme y la place de la Concorde. El estilo influyó profundamente en la arquitectura secular del siglo XVIII en toda Europa: el palacio de Versalles y el jardín formal francés fueron copiados por otras cortes de toda Europa.
La arquitectura barroca está en deuda con los franceses por la invención del château  de tres cuerpos de edificación. El modelo vigente hasta entonces era el del  palazzo italiano: una fachada austera, a veces grandiosa, dando a la calle, con uno o más patios interiores con columnatas o no. La creatividad de los arquitectos se expresaba en los márgenes, en la gran escalera o la galería interior. Aunque el diseño palaciego de tres alas abiertas ya se había establecido en Francia como solución canónica en el siglo XVI, fue el Palacio de Luxemburgo (1615-1631) de Salomon de Brosse el que determinó la dirección sobria y clasicista que la arquitectura barroca francesa va a tomar. Para la reina madre María de Medici, de Brosse puso a punto el palacio con tres cuerpos de edificación que se convertiría en el modelo esencial de la arquitectura palaciega. Por primera vez, el corps de logis se subrayó como la parte representativa principal de la construcción, mientras que las alas laterales fueron tratadas como jerárquicamente inferiores y fueron apropiadamente reducidas. La torre medieval ha sido completamente reemplazada por la proyección central en la forma de una puerta monumental de tres pisos. De Brosse mezcló en el diseño elementos a la francesa  (techos abuhardillados y decorados) y elementos italianos (en particular el tratamiento «rústico» de la fachada de piedra, como la del palacio Pitti que añoraba la reina madre). Esa síntesis es característica del estilo Luis XIII.
- Los tres grandes palacios del clasicismo francés precursores de Versalles
- Palacio del Luxemburgo (1615-1620), de Salomon de Brosse
- Château de Maisons-Laffitte (1630-1651), de François Mansart
- Château de Vaux-le-Vicomte (1656-1661), cerca de Paris, de Louis Le Vau y André Le Nôtre

### Inglaterra
Los estudios de arquitectura realizados en Italia por el escenógrafo Inigo Jones y el joven Earl of Arundel constituyeron un impulso inicial que abrió paso a una reorientación fundamental de la arquitectura inglesa, que seguía atrapada en las formas tardomedievales y manieristas. The Queen's House, en Greenwich, pone de manifiesto el brusco cambio de tendencias. El palacio de la reina consta de dos bloques rectangulares unidos entre sí por un puente, conectándolo con el que fue el Greenwich Hospital, hoy conocido como la Old Royal Naval College, declarada Patrimonio de la Humanidad por la UNESCO. Sobre la planta baja almohadillada se levanta el piano nobile, la planta noble, que se abre al jardín mediante una amplia galería con columnas dóricas. Aparte de Jones hubo muy pocos arquitectos de renombre en este periodo, pero entre ellos cabe citar a Isaac de Caus, que erigió Wilton House, con sus elegantes y fastuosas estancias en forma de caja denominadas The cube y The Double Cube.

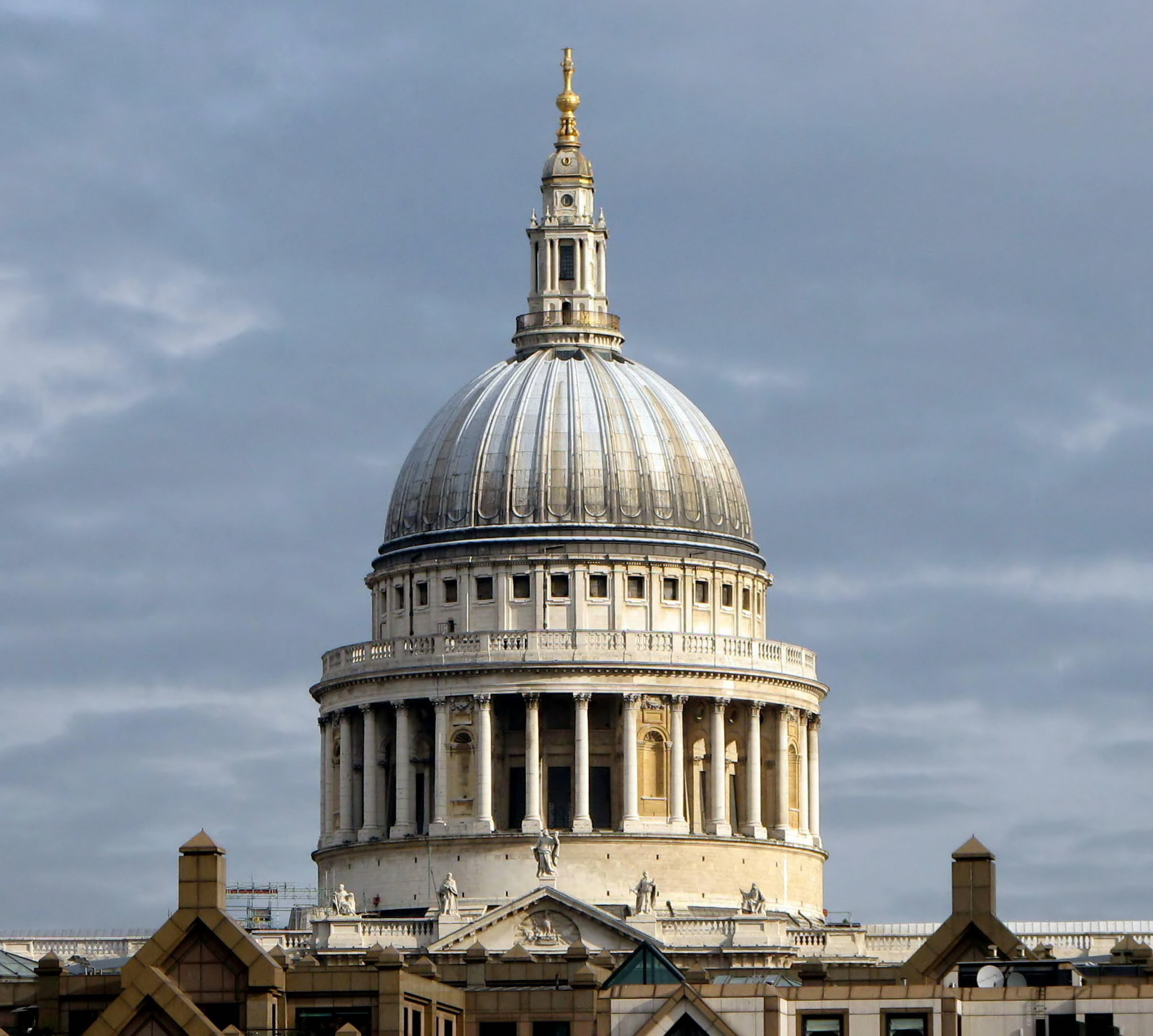
Cúpula de la Catedral de San Pablo de Londres

Sin duda si hay un arquitecto inglés que destaque por la maestría de sus obras ese es Sir Christopher Wren, quien consiguió imponer en Inglaterra el clasicismo de cuño romano. En 1666, tras el gran incendio de Londres, se le convocó junto con sus colegas para presentar propuestas destinadas a la reconstrucción y urbanización de la que era una de las ciudades más pobladas de la tierra. La impresionante catedral de Saint Paul, cuya silueta es inconfundible en el horizonte de la ciudad, y 51 iglesias más son obra del maestro Wren. También la ampliación del palacio de Hampton Court por orden de Guillermo III de Inglaterra fue llevada a cabo por el mismo entre los años 1689 y 1692.
John Vanbrugh y Nicholas Hawksmoor otorgaron al estilo de Wren unas dimensiones aún más monumentales y sobre todo más pintorescas y teatrales. A partir de 1699 tuvieron a su cargo la construcción del imponente Castle Howard al norte de Yorkshire. El recinto entre cour et jardin (entre patio y jardín) consta de un ala de aposentos similar a un corredor en cuyo centro destacan el salón abierto al jardín y la gran sala cuadrada abierta al patio. En 1715 y 1717 respectivamente publicaron los dos volúmenes del Vitruvius Britannicus, con grabados de edificios británicos clásicos y la traducción de los Quatro libri dell'architettura de Andrea Palladio, lo que provocó un nuevo cambio revolucionario: El neopaladianismo. Esta tendencia tenía como objetivo un retorno a las "reglas nobles y verdaderas" de la Antigüedad tal y como las habían interpretado Palladio e Inigo Jones. El principal protagonista de este movimiento fue Lord Burlington, experto en arte que con su Chiswick House creó un edificio de asombrosa semejanza con las obras de Palladio. Por último cabe destacar otras hermosas obras del barroco británico que se materializan en la residencia de los Duques de Devonshire, conocida como Chattsworth en Derbyshire, Inglaterra, de la mano del arquitecto William Talman en 1694; sin olvidar claro está el monumental Blenheim Palace construido en 1710 por el antes mencionado John Vanbrugh, para el duque de Marlborough de parte de la Reina Ana.

### Países Bajos

#### Países Bajos meridionales
Arquitectura del Barroco flamenco es una denominación historiográfica para la arquitectura del Barroco en los Países Bajos de los Habsburgo o "Países Bajos del Sur", territorio denominado genéricamente como "Flandes", por oposición a los "Países Bajos del Norte" que se habían independizado, y con los que mantuvieron una clara diferencia tanto en lo político como en lo religioso (el Sur, católico, mantuvo una sociedad estamental, el Norte, protestante, protagonizó una de las primeras revoluciones burguesas).
Las formas artísticas también fueron claramente diferenciadas (Barroco flamenco frente a Barroco holandés), particularmente en pintura; aunque también en arquitectura. En el sur se emprendieron importantes proyectos en el espíritu de la Contrarreforma. En ellos, los floridos detalles decorativos están más estrechamente vinculados a la estructura, excluyendo así preocupaciones de superficialidad. 

#### Del Norte
El clasicismo holandés (en neerlandés: Hollands classicisme), a veces también llamado arquitectura barroca en los Países Bajos septentrionales o simplemente Barroco holandés, fue el principal estilo arquitectónico de las Provincias Unidas (1581-1795) en el siglo XVII que intentó reflejar los valores cívicos republicanos conectandolos con los de la Antigüedad clásica. Esta variante regional del clasicismo, simultánea al clasicismo inglés de Iñigo Jones, alcanzó su apogeo entre 1625 y 1665 aproximadamente y se caracterizó por la sobriedad y contención. Una variante posterior, aún más austera, del clasicismo holandés fue el estilo Strakke (Strakke stijl).
Los principales exponentes de la arquitectura neerlandesa de mediados del siglo XVII fueron Jacob van Campen (1595-1657) y Pieter Post (1608-1669), considerados los creadores del estilo.  Adoptaron de Hendrik de Keyser, que había sido determinante en el establecimiento de un estilo manierista a comienzos del siglo XVII, elementos eclécticos como pilastras de orden gigante, tejados con hastiales, frontones centrales y vigorosos campanarios. Entre los edificios más ambiciosos del periodo están los ayuntamientos (Stadhuis) de Ámsterdam (1646, hoy  Palacio Real) y Maastricht (1658), diseñados por Campen y Post, respectivamente. Por otra parte, las residencias de la Casa de Orange están más próximas a mansiones burguesas que a palacios reales. Dos de ellas, Huis ten Bosch y Mauritshuis, son bloques simétricos con grandes ventanales, desprovistos de la decoración ostentosa que caracteriza a otras arquitecturas barrocas. El mismo efecto de austeridad geométrica se consigue sin gran coste o efectos pretenciosos en la residencia de verano del Estatúder en Het Loo.

### México
Artículo principal: Arquitectura barroca novohispana

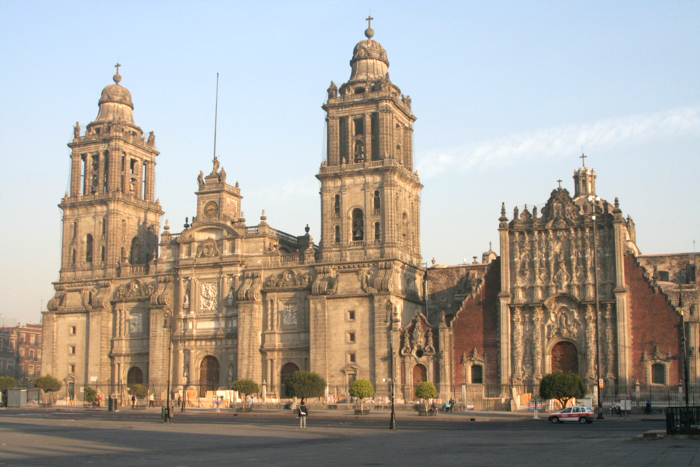
Catedral Metropolitana de la Ciudad de México

Los principales difusores del Barroco en Nueva España — territorio que comprendía, entre otros países, México — fueron arquitectos españoles que construyeron, en su mayoría, iglesias en las ciudades virreinales. Dentro de los ejemplos más conocidos está la Catedral Metropolitana de la Ciudad de México, proyectada por varios arquitectos españoles y novohispanos.
Hay ciertos caracteres que dan personalidad al barroco novohispano, tanto en la composición de los edificios cuanto en el aspecto formal. Los más notorios son los siguientes:
- En las iglesias hay una marcada predilección por la planta de cruz latina, que se convierte en típica de las parroquias y de los templos de los conventos de frailes, o la planta de una sola nave sin transepto, que se emplea en la solución de las iglesias de monjas. En la arquitectura civil, las plantas cuadrangulares, resueltas alrededor de patios, y obligadas a su forma por la composición urbanística, fueron las más comunes.
- La cúpula y la torre fueron dos elementos que destacaron, principalmente la cúpula, que definía su perfil, hasta el punto que se puede decir , sin temor a exagerar, que no hay dentro del arte barroco otro país que haya dado tanta importancia a este elemento.

- El tipo básico es la cúpula sobre tambor octogonal rematada por una linternilla, como en Santa Prisca de Taxco; pero hay multitud de variantes.
- Las torres tuvieron una importancia semejante a la de la cúpula. Solían ser elevadas, en contraste con la horizontalidad de las masas de la iglesia, excepto en los lugares altamente sísmicos, como en Oaxaca, cuya catedral presenta torres que apenas destacan en la masa del edificio. Se componen de un cubo y sobre el varios cuerpos en los que se disponen las campanas. Dominando el remate, hay una pequeña cúpula con su correspondiente linternilla. El cubo casi siempre es liso, y su apariencia es la misma del cuerpo de la iglesia. Los cuerpos de campanas colocados sobre el cubo pueden ser en número variable. Su forma también varía, ya que los hay de planta cuadrangular y octagonal.

- Dentro del aspecto formal, merece citarse en primer término la importancia que se da a la decoración de los enmarcados de los vanos, lugares en que se manifiestan principalmente. Toda esta ornamentación, tanto exterior como interior, tienen un carácter arquitectónico, es decir, no forma parte de la estructura. Son elementos que se superponen a lo constructivo y por eso mismo permiten que una misma edificación pueda recibir distintas vestiduras, en las que se manifiesta el gusto por lo decorativo, tanto indígena como español.

#### La variedad de escuelas barrocas
- Barroco católico: la Iglesia católica sirviéndose del lujo y la riqueza pretendía mostrar que la iglesia es la representante de la fe verdadera.
- Barroco absolutista: se sirve de medios similares a los de la iglesia para expresar el poder del estado.
- Barroco burgués: destaca la pintura, de carácter intimista, con escenas de género y retratos que gustan a la clientela (Burguesía).

#### Estilos
- Barroco mexicano:

- Tiende al cubo.
- Es introvertido.
- Retablo atrae la mirada.
- Las plantas son de gran sobriedad y muy pocas veces se expresa en ellos la movilidad del estilo.

- Barroco estucado:

- Decorativo.
- Didáctico.
- Sin empleo arquitectónico.
- Auge en la segunda mitad del siglo XVII continuando s. XVIII.
- Yeserías en Puebla y Oaxaca.

- Barroco talaveresco:

- Complemento al barroco estucado; Puebla y Tlaxcala.
- Uso de barro vidriado, azulejo o talavera.
- Recubrimiento en portadas, torres o cúpulas.
- Provoca texturas pictóricas.
- Comienza en el s. XVII; esplendor en el s. XVIIII.

- Barroco purista:

- Elementos arquitectónicos  como columnas y pilastras, presentan formas clásicas con columnas y fuertes estirados hasta su curva o éntasis. (También llamado gálibo).
- Distorsiona elementos secundarios ( trontones, entablamentos y remates ).
- Primera mitad del siglo XVII.
- Catedral de Puebla.

- Barroco de estrías móviles:

- Los fustes de las columnas adquieren movimiento intenso, ondulado o en Zigzag.

- Barroco tlaberado:

- Uso de pilastras cuyo fuste sugiere un tablero, como versiones pétreas de puertas, hojas de alacena o muebles.
- Catedral de Morelia.

- Barroco tritóstilo:

- Acentúa el primer tercio de sus columnas.
- Catedral de Oaxaca.

- Barroco salomónico:

- Debiera llamarse helicoidal.
- Sugiere aligeramiento.
- Catedral de Zacatecas y San Luis.

- Barroco estípite:

- Pirámide de vértice alta pero invertida.
- 4 elementos: base, estípite, cubo y capital.
- Iglesia de la santísima trinidad.

## Arquitectura tardobarroca y rococó

### Características generales

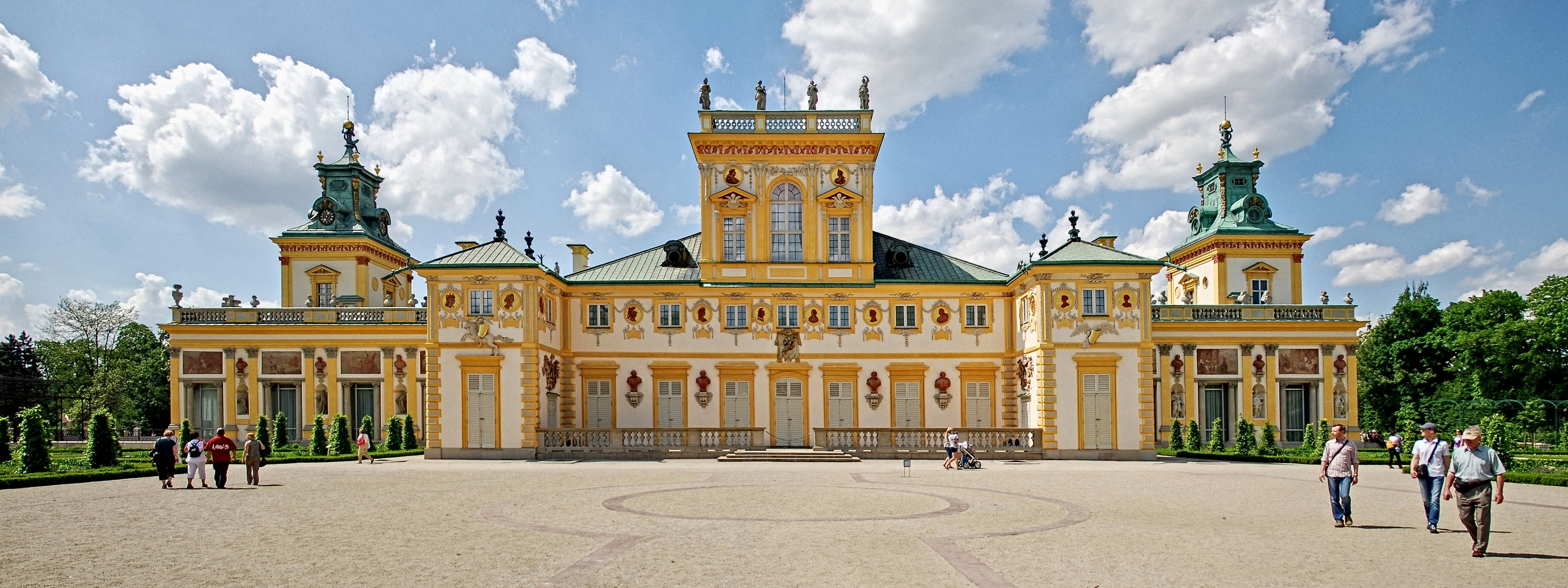
El palacio Wilanów, en Varsovia, Polonia.

- Arquitecturas cargadas de detalles y complejas. No reniega de las formas clásicas (columnas, arcos, frontones, frisos), pero las transforma de manera fantasiosa. A veces el edificio llega a ser como una gran escultura. Los entablamentos adoptan la curva y los frontones se parten y adoptan curvas, contracurvas y espirales.
- Se adopta la elíptica oval y otras formas (como la de abeja de Borromini). Las paredes son cóncavas y convexas, es decir siempre onduladas. Se llega al abandono de líneas rectas y superficies planas.
- Se adopta un nuevo tipo de planta que ofrece planos oblicuos para dar sensación de movimiento (espacios dinámicos), en la más estática de las artes. Gusta de representar o sugerir el infinito (un camino que se pierde, una bóveda celeste, un juego de espejos que altere y haga irreconocibles las perspectivas). Éxito del orden gigante, con columnas que abarcan 2 o 3 pisos. No faltan los campanarios, solos o en pareja, muy decorados.
- Se utilizan efectos de luz, juegos de perspectiva. Da importancia a la luz y efectos luminosos, a través del claroscuro. Búsqueda de la sorpresa. Gusto por lo dramático, escenográfico y teatral.
- Gran riqueza decorativa y exuberancia formal tanto en los espacios interiores como al exterior, aunque más sobrio. Amor desenfrenado por lo curvilíneo y el triunfo de la columna salomónica. Arcos y frontones mixtilíneos, ventanas ovaladas. El arco descansa sobre la columna por medio de un entablamento (al modo romano), o descansa directamente sobre el capitel (modo bizantino). Ambos modos fueron empleados en el Renacimiento. Se utilizan grandes cartelas.
- La creación de nuevas tipologías para edificios concretos. Las obras son: palacios, religiosas, urbanísticas, grandes jardines y galerías (que luego daría lugar a las galerías de arte).

## Desarrollo histórico y geográfico
La génesis de la arquitectura barroca se inicia en Italia, con figuras tan determinantes como Gian Lorenzo Bernini y Francesco Borromini.
En España, la arquitectura barroca va a estar presidida por el gusto por la desornamentación y la sobriedad que había introducido el estilo herreriano, con importantes edificios en los que impera un estilo mesurado y casi clásico.

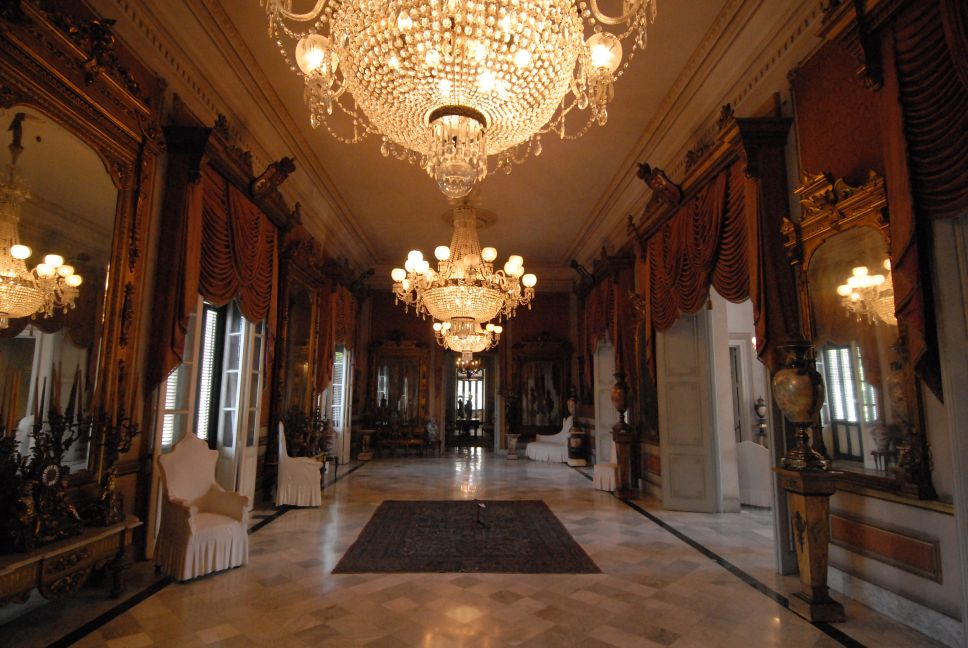
Palacio de los Capitanes Generales, en La Habana.

En América, tras la conquista española, el lenguaje del barroco se desarrolló en forma importante enriqueciéndose con la mano de obra y los conceptos propios de la arquitectura y arte precolombinos, como el uso extensivo de colores brillantes, destacándose en forma especial el barroco mexicano, peruano y el cubano.
En Alemania y en Austria la inspiración italiana combinada con la francesa creará edificios de gran exuberancia decorativa, sobre todo en los interiores, de luminosidad brusca, que darán paso al estilo Rococó (El Rococó se define por el gusto por los colores luminosos, suaves y claros).
En Inglaterra predomina el equilibrio y la austeridad.